# Abbaye de Beauport
Pour les articles homonymes, voir Abbaye Notre-Dame.
Ne doit pas être confondu avec Abbaye Notre-Dame de Bonport (Eure)
L'abbaye de Beauport est une ancienne abbaye de chanoines prémontrés, fondée au début du XIIIe siècle, qui se dresse sur le territoire de la commune française de Paimpol, dans le département des Côtes-d'Armor, en région Bretagne.
Ses fonctions pastorales, de justice et économiques s'étendent de l'île-de-Bréhat à Saint-Brieuc et sur une vingtaine de paroisses dont neuf en Angleterre. C'est aussi une seigneurie maritime avec des droits sur la mer de l'île Saint-Riom à la pointe de Guilben.
Elle renoue avec les installations côtières et insulaires du début du monachisme celtique. Cette situation assure sa prospérité dans un environnement complexe et diversifié. Du XIIIe au XVe siècle, elle se développe rapidement, ses chanoines dépendant directement du pape possèdent la haute et basse justices sur leurs vassaux. Cette importante seigneurie marque son empreinte sur le paysage avec la construction de digues et talus, des aménagements hydrauliques et l'exploitation du sel. Elle participe au développement économique en accordant des prêts et est présente dès le début de la grande pêche lointaine vers Terre-Neuve et l'Islande.
Au XVIe siècle, la mise en commende de l'abbaye avec des abbés nommés par le roi dégrade sa situation et au début du XVIIe siècle, l'abbé de La Lucerne est chargé de réformer Beauport. Des prieurs énergiques restaurent la règle et les bâtiments. En 1698, l'enseignement de la philosophie et de la théologie lui donnent un rayonnement spirituel et intellectuel ; mais à partir de 1763, le bâti se délabre, les conflits et les procès se multiplient et les vocations s'effondrent, de sorte que la situation de l'abbaye est mauvaise quand arrive la Révolution. En 1790, l'abbaye est vendue et demeure en mains privées jusqu'à son rachat en 1993 par le Conservatoire du littoral qui met en œuvre des mesures de protection.
Le monastère est construit sur un site de 70 hectares descendant vers la mer avec une jetée formant havre et une double ceinture de murailles. Témoin de la spécificité des établissements monastiques en milieu littoral, elle doit sa réputation au caractère grandiose de ses ruines, son polylithisme coloré et son unité de style. Filiale d'une abbaye normande, c'est un monument d'architecture gothique normande importée en Bretagne.
En 1836, Prosper Mérimée dans ses Notes de voyage dans l'ouest de la France montre le plus haut intérêt pour le premier style gothique du réfectoire et de la salle capitulaire, dont il propose la sauvegarde. Depuis 1869, elle occupe une place reconnue dans l'histoire de l'architecture grâce à Arcisse de Caumont qui, dans son Abécédaire, ou rudiments d'archéologie, la présente comme offrant le prototype de l'abbaye médiévale des XIIe et XIIIe siècles avec un plan homogène et régulièrement ordonné. Aujourd'hui, bien que partiellement en ruines, elle demeure l'un des sites monastiques les plus complets de Bretagne.
Elle est classée au titre des monuments historiques depuis 1862, et le site protégé par le Conservatoire du littoral depuis 1993.

## Localisation
L'abbaye est situé dans la partie du village de Kérity, sur la commune de Paimpol, dans le département français des Côtes-d'Armor.

## Histoire

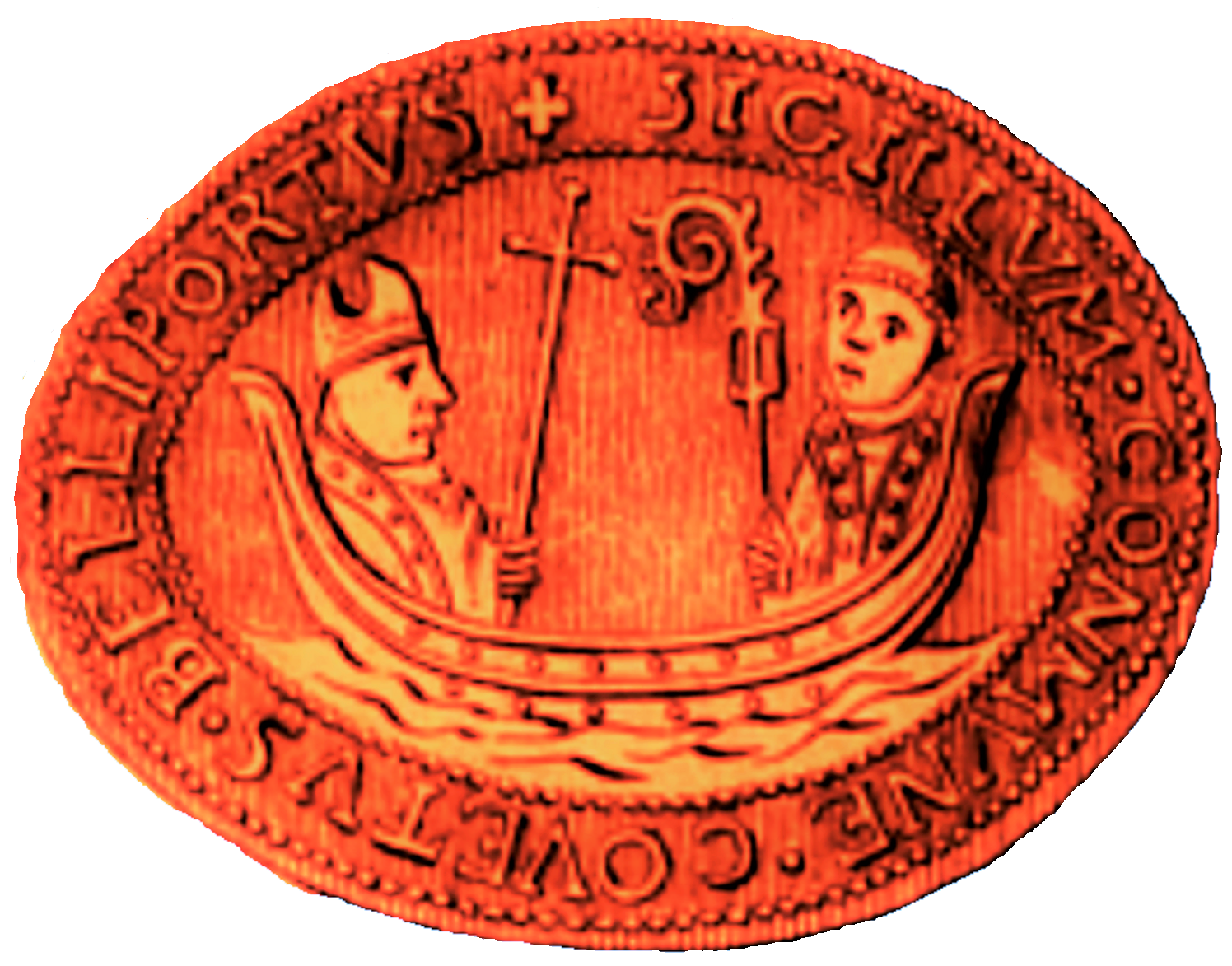
Sceau de l'abbaye de Beauport.

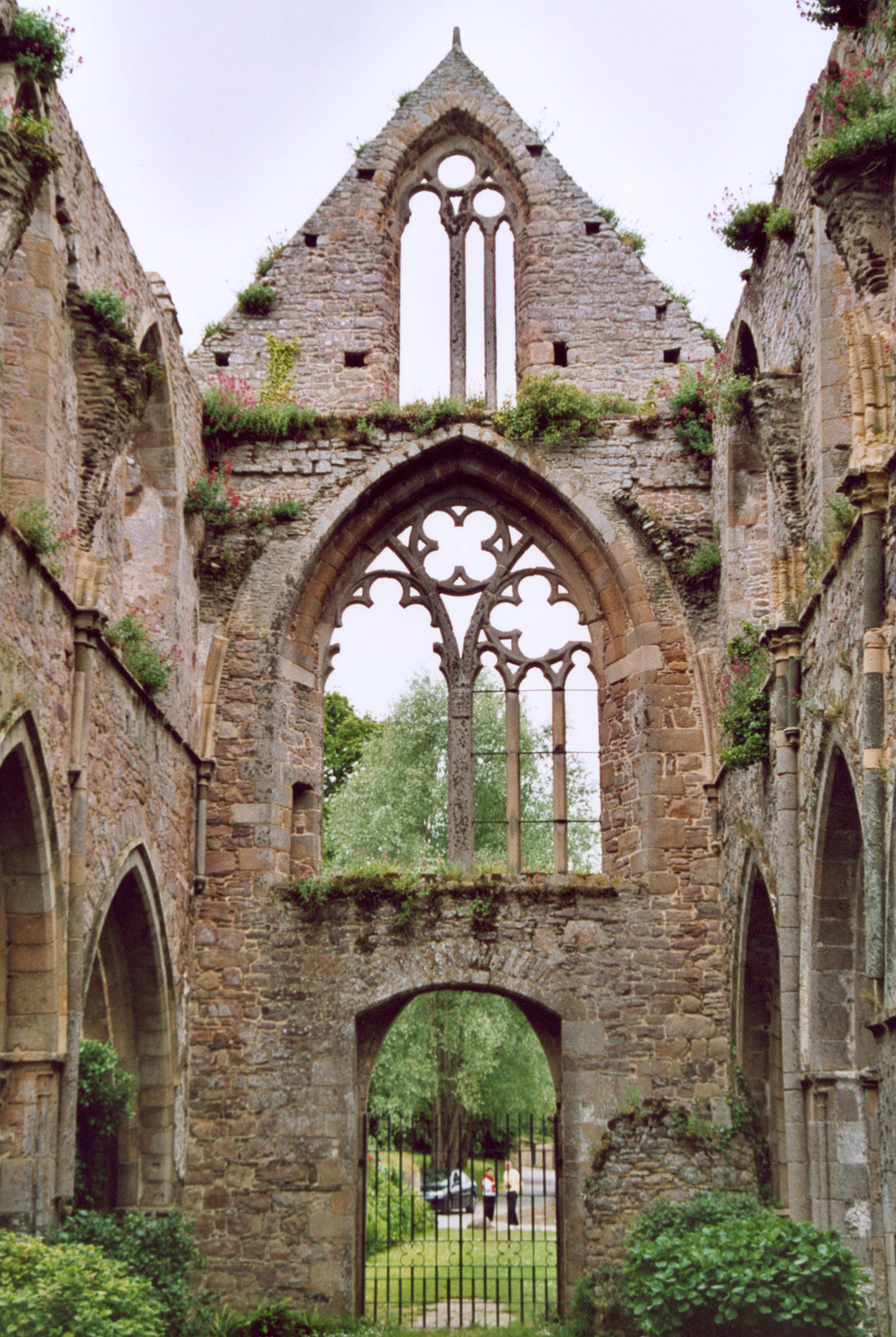
Façade occidentale de l'abbatiale de style gothique rayonnant.

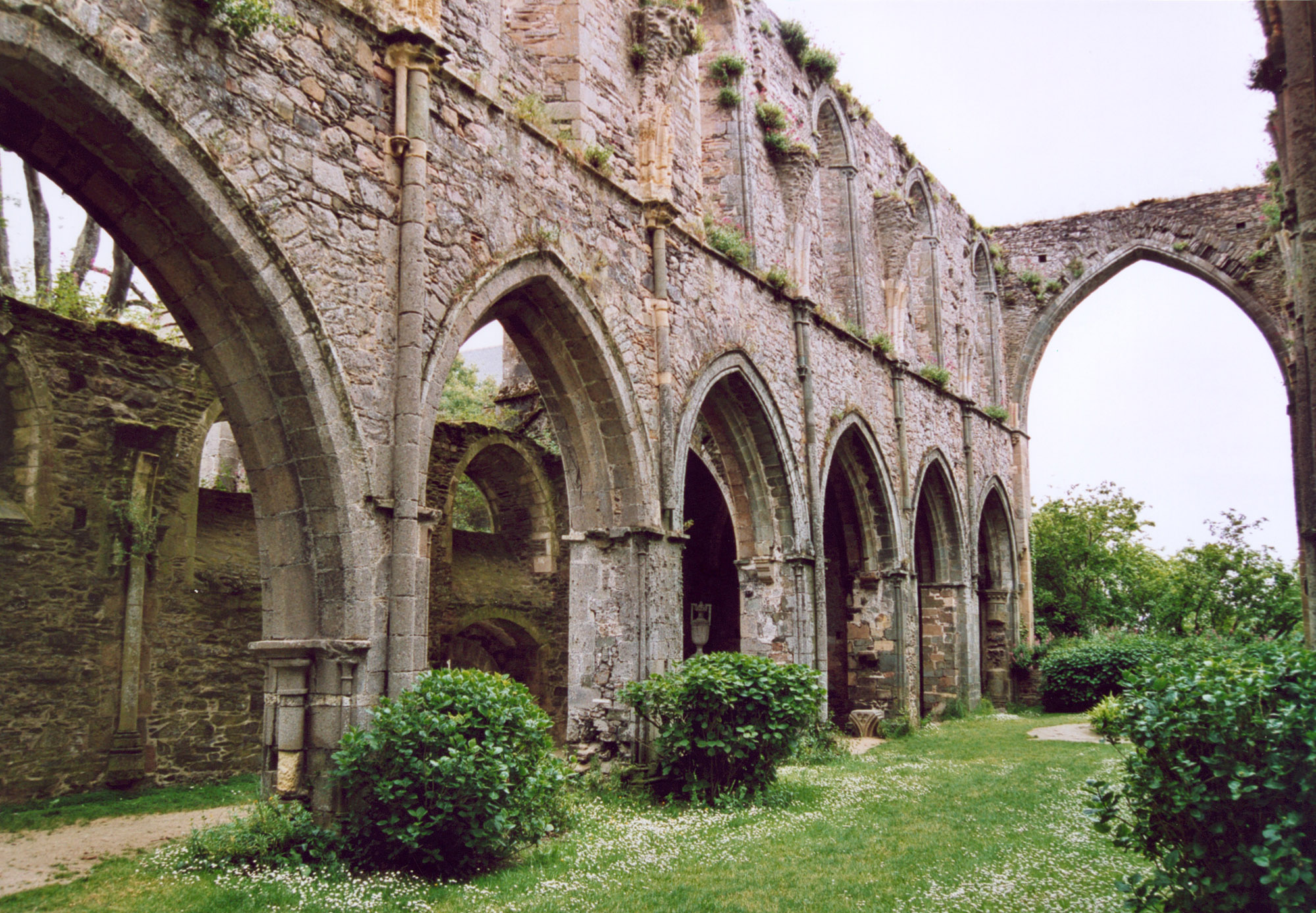
Intérieur de la nef dont le bas-côté et le transept méridional ont complètement disparu ainsi que le chevet.

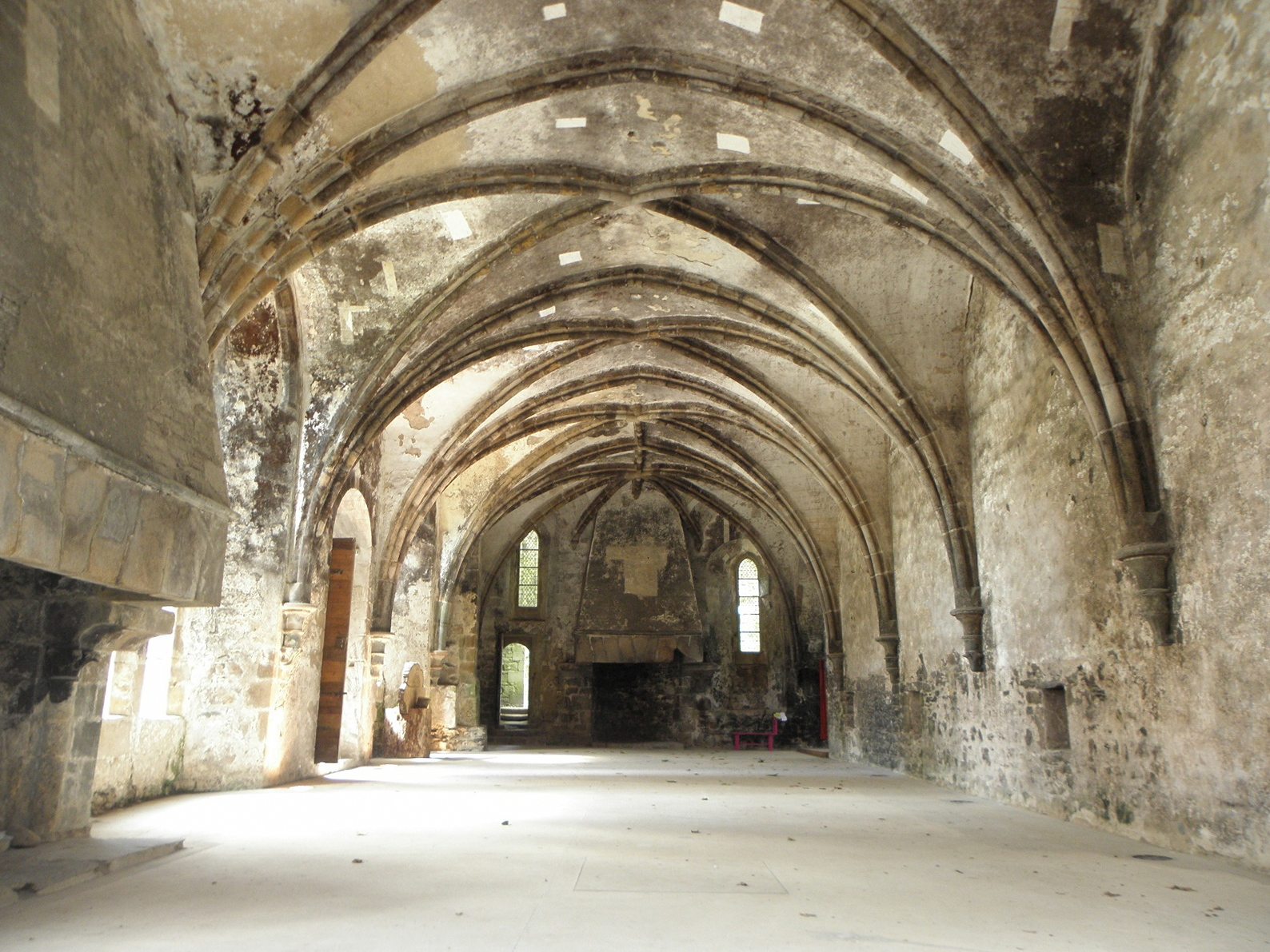
La salle au Duc est couverte en voûtes de croisées d'ogives retombant sur des culots coudés et noircies par la part des anges. Les éléments de confort (deux cheminées monumentales, latrines aménagées à l'étage, larges fenêtres) valent à cette salle d'être traditionnellement interprétée comme un bâtiment à usage hospitalier.

### Fondation
En face de Ploubazlanec, sur l'île Saint-Riom dans une enclave de l'évêché de Dol s'élève à la fin du XIIe siècle un monastère de Prémontrés établi vers 1170-1180 par le comte Henri de Trégor, un parent du duc de Bretagne. Ce monastère, rattaché à l'évêque de Dol Jean Meschin est confié aux Augustins de Saint-Victor de Paris, installés entre 1184 et 1189 par le fils d'Henri, Alain Ier, comte de Penthièvre, de Goëllo et de Tréguier. La fondation reçoit une confirmation officielle de ses possessions par Innocent III le 28 avril 1198, mais elle périclite rapidement, peut-être en raison des difficultés de Jean Meschin (une bulle papale en 1199 met fin aux prétentions de Dol à s'ériger en archevêché), et de la localisation insulaire de Saint-Riom, qui s’inscrit dans la tradition du monachisme insulaire breton, mais qui s'avère impropre au développement d'une communauté de l'ordre de Saint-Victor, ouvert sur le monde,,.
Le comte de Trégor qui tient à avoir une abbaye sur son territoire éprouvé par les raids vikings, transfère par une charte du 13 mars 1202 l'ensemble des biens de l'abbaye de Saint-Riom, qui ne compte plus à cette époque qu'un abbé et trois chanoines, à l'abbaye de Beauport, située désormais sur le territoire du diocèse de Saint-Brieuc. Il l'installe sur un bâtiments qui lui appartient sur la grève du lieu-dit Beauport (en latin BELLUS PORTUS), entre l'embouchure du ruisseau de Correc venant de Kerfot et une zone marécageuse, baptisée « Le Pré aux oies ». Ce nom de Beauport permet de rattacher l'abbaye à la légende de saint Budoc qui aurait fondé vers le VIe siècle l'abbaye de Bellus Portus en Irlande. Ce seigneur se considère comme le descendant de l'ancien roi du Goëlo, père de saint Budoc, et sa campagne de légitimation de cette fondation repose sur cette figure sainte.
L'abbaye est fondée comme un établissement de l'ordre des prémontrés, de la circarie de Normandie dont le chef-lieu est l'abbaye de Mondaye près de Bayeux. Le comte Alain de Goëllo demande à l'abbé de l'abbaye de la  Lucerne d'Outremer au diocèse d'Avranches d'envoyer à Beauport vingt-cinq religieux. L'abbé de la Lucerne les installe lui-même et met à leur tête Raoul de l'abbaye d'Ardenne près de Caen. L'abbaye bretonne devient la fille de l'abbaye normande.
Le comte du Goëlo donne aux Prémontrés les biens de l'abbaye de Saint-Riom : les églises de Bréhat et de Saint-Rion, les paroisses de Kérity, de Lannevez et les reliques de Saint Maudez. Il y ajoute ses églises de Pordic, Étables, Plouvara, Plélo, Plouha et Yvias, Plouagat et ses  dépendances, 9 églises dans le diocèse de Lincoln en Angleterre et l'île de Saint-Riom qui devient un refuge. Il établit au profit de cette abbaye la foire annuelle de Paimpol dite « Foire aux Moines ».
Ses frères, Conan et Geslin de Coëtmen font des donations dont le bois pour la construction du monastère. D'autres seigneurs apportent l'église de Plouézec, la moitié de celle de Goudelin et la foire de Paimpol.

### Le développement
Ces dons sont confirmés par le pape avec d'autres privilèges en 1202.
En 1239, la haute justice de Beauport fonctionne et dès le XIIIe siècle, l'abbaye est aussi un établissement de crédit : elle prête, hypothèque, achète des biens parfois déguisés en donations, gère son patrimoine, défend ses droits par de nombreux procès. Les chanoines règnent sur les âmes par leur fonction pastorale et fluidifient l'économie par leurs interventions. L'abbaye de Beauport imprime une marque forte sur son territoire, en modelant notamment le littoral par un système de digues, de pêcheries et de havres.
Entre 1276 et 1284, l'abbé Michel Gautier installe des boiseries et des stalles dans le chœur de l'église et son successeur accorde aux religieux une ration de vin les jours de fêtes et d'obits. L'abbé Guillaume de Pommerie construit la maison abbatiale et, au début de la guerre de Cent Ans, en 1352, signe la commission des envoyés traitant de la délivrance de Charles de Blois, prisonnier des Anglais. Son successeur obtient des lettres de sauvegarde du Roi d'Angleterre sur les propriétés anglaises du monastère. Jean Boschier, élu en 1397, abbé pendant 45 ans est inhumé dans la salle capitulaire comme exemple pour ses successeurs.
Pendant la guerre de succession de Bretagne qui oppose les Montfort-L'Amaury et les Blois-Penthièvre dont l'héritière, Jeanne de Penthièvre épouse de Charles de Blois est une descendante d'Alain de Goëlo, fondateur de l'abbaye, les prémontrés de Beauport sont rebelles à la prise de pouvoir de Jean IV de la lignée des Montfort. Charles de Blois leur fait quelques semaines avant sa mort une importante donation.
La richesse des abbayes attire la convoitise des grands personnages ecclésiastiques et laïcs. Les prémontrés luttent contre le système des commendes qui impose un abbé nommé par le roi .

### Le déclin et la fin
En 1532, l'abbaye est mise en commende. À partir de ce moment, l'abbaye connaît une période de déclin, aggravée par les guerres de Religion.
Les désastres de la mise en commende impose une réforme que tente d'établir l'abbé de la Lucerne dans toutes les maisons de sa filiation, mais Beauport résiste jusqu'en 1630, date de l'entrée des réformés puis appartient à la Communauté de l'Antique Rigueur de l'Ordre des Prémontrés et est le siège d'un noviciat commun pour les abbayes prémontrées de la même obédience.
En 1651, l'état du monastère ne s'est pas amélioré, l'eau pénètre dans le dortoir et le réfectoire, il n'y a ni chauffage, ni infirmerie, l'enceinte conventuelle n'est pas close et les paroissiens envahissent le chœurs de l'église. En 1654, l'abbé commendataire venant très rarement à l'abbaye, son logis et ses dépendances sont séparés de l'espace monastique.

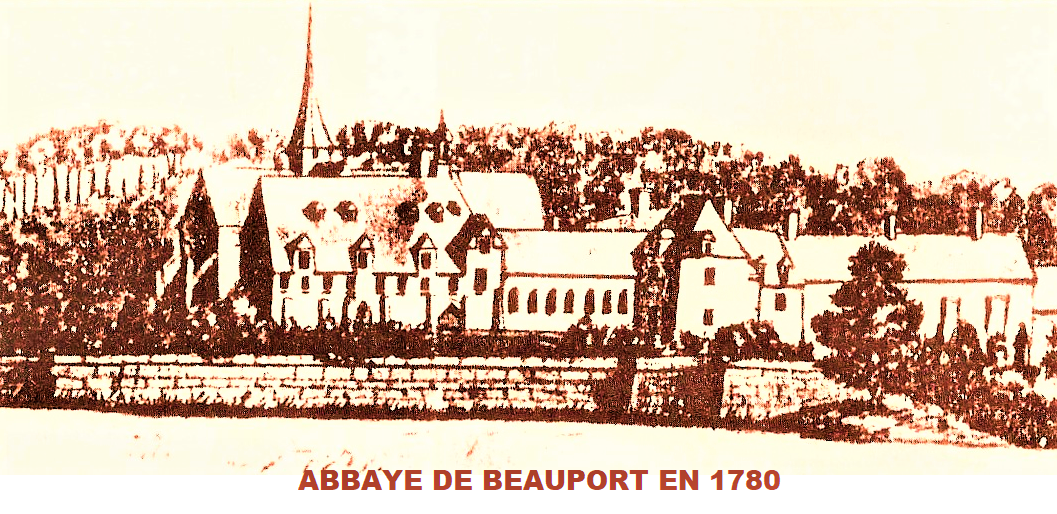
Vue depuis le talus de Beauport en 1780.

Entre 1654 et 1763, des prieurs énergiques restaurent la règle et les bâtiments, mettent l'église au goût du jour, construisent un clocher, un jardin d'apparat entre l'abbaye et la mer, des logements pour les hôtes, une bibliothèque, une infirmerie, reboisent les bois, assèchent l'étang salé. En 1663, le monastère se dote d'un tiers ordre : Le Scapulaire blanc et en 1698, des cours de philosophie et de théologie y sont donnés.

### Ruines et sauvegarde
À la Révolution, il ne reste plus dans l'abbaye qu'une dizaine de moines et treize domestiques. Les décrets de 1790 suppriment les maisons religieuses, Beauport est fermée. Des projets industriels n'ont pas de suite. En 1797, l'enclos est estimé à 53 416 livres. Louis Morand, négociant et instigateur de la pêche en Islande à Paimpol achète une grande partie des bâtiments installe ses appartements qui sont transformés en appartements bourgeois. La commune de Kérity se réserve l'est en y installant sa mairie et des écoles.
Vers 1821, les dépendances de la maison abbatiale, le bâtiment des dames, les toitures, le clocher et les voûtes de l'église s'écroulent. En 1836, Prosper Mérimée fait un rapport au préfet des Côtes-du-Nord où il constate qu'il est trop onéreux de réhabiliter l'ensemble du site mais conseille au préfet de conserver le réfectoire et la belle salle gothique voisine du transept nord qui, comme monuments du premier style gothique, méritent un haut intérêt. Beauport occupe en effet une place reconnue dans l'histoire de l'architecture depuis qu'Arcisse de Caumont l'a présentée comme offrant le plan type de l'abbaye médiévale des XIIe et XIIIe siècles.

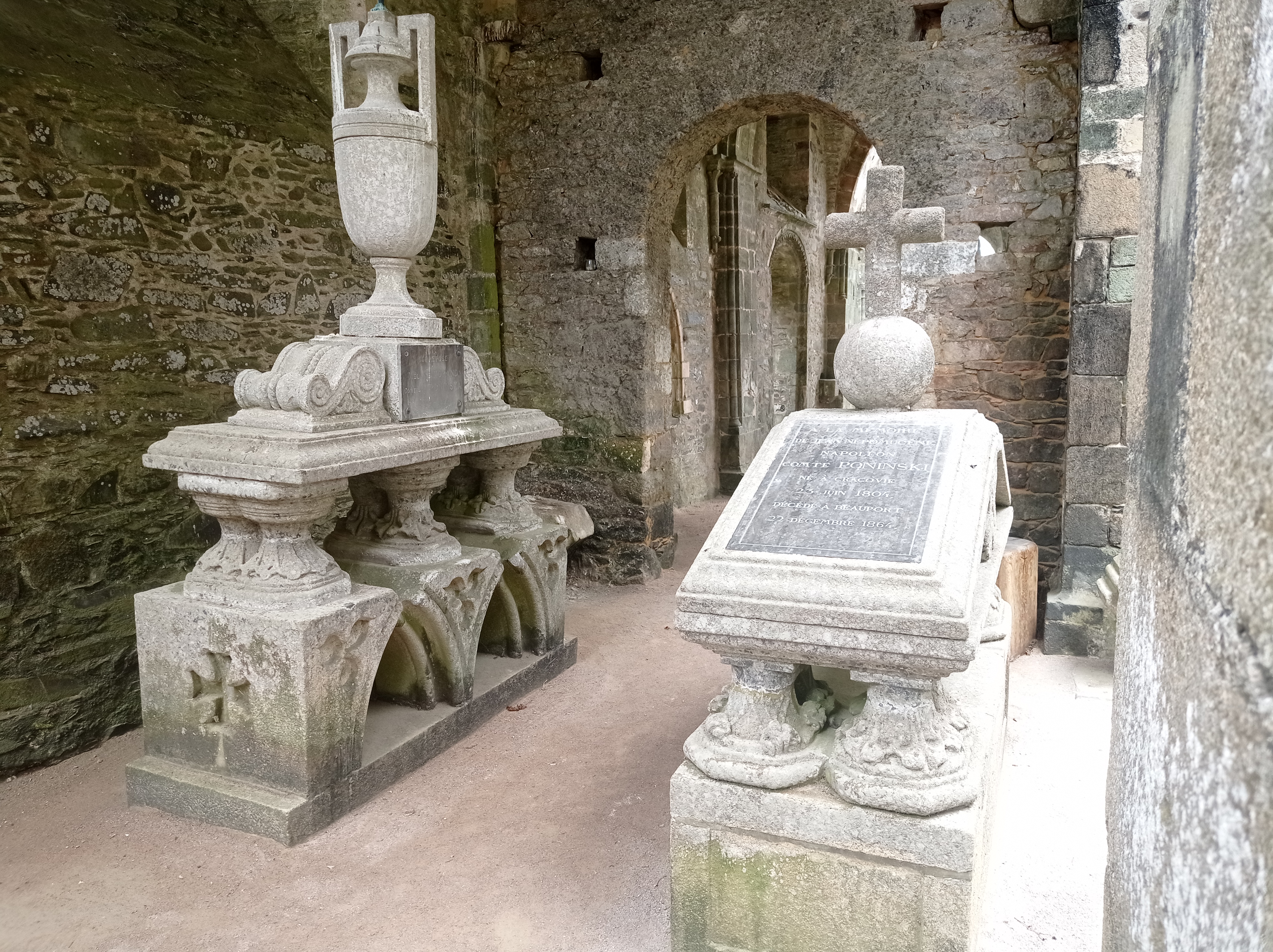
Tombeau de Mélanie Morand et cénotaphe de Napoléon-Néponucème Poninski. Placés dans le bas-côté de l'abbatiale, ces monuments funéraires sont réalisés à partir d’éléments sculptés du cloître médiéval.

En 1845, la partie adjugée à Louis Morand est achetée par son gendre, le comte  Poninski (proscrit polonais issu de la Grande Émigration et réfugié à Paimpol) et son épouse Mélanie Morand qui emménagent à Beauport. Peu à peu, le couple rachète les différents bâtiments et consacre ses biens à la sauvegarde et à la reconquête du domaine de Beauport, parvenant à préserver l'abbaye dans l'esprit romantique de la restauration du XIXe siècle. Les époux Poninski et Jules Henri Geslin de Bourgogne (1812-1877), un des principaux fondateurs de l'archéologie costarmoricaine, alertent Mérimée en 1859 sur l'urgence à prévenir la destruction de Beauport et demande le classement des ruines au nombre des Monuments historiques.
À la suite des démarches de Prosper Mérimée, l'abbaye fait l’objet d’un classement au titre des monuments historiques par liste de 1862.
En 1891, les héritiers de la famille Poninski possèdent la totalité de l'abbaye.
Les descendants du couple Poninski vendent le site en 1992 au Conservatoire du littoral. En 1995, le Conservatoire opte pour le projet de cristallisation de la ruine qui privilégie les travaux de consolidation figeant le bâtiment dans son état actuel, aux travaux de restauration. Des dispositifs de valorisation touristique et de médiation culturelles sont mis en œuvre,.

## Bibliothèque
En 1790, les chanoines ont 1 930 livres dans leur bibliothèque dont 1 100 de peu de valeur. Ce sont pour la plupart des livres de droit et de théologie. On y trouve les trente-six volumes de l'Histoire ecclésiastiques de l'abbé Claude Fleury, un atlas en sept volumes, Virgile, Salluste, Pline, Horace, Aristote, Plutarque, Tacite, l'Homme par René Descartes, ses lettres et les œuvres de Bertrand d'Argentré.

## Biens temporels

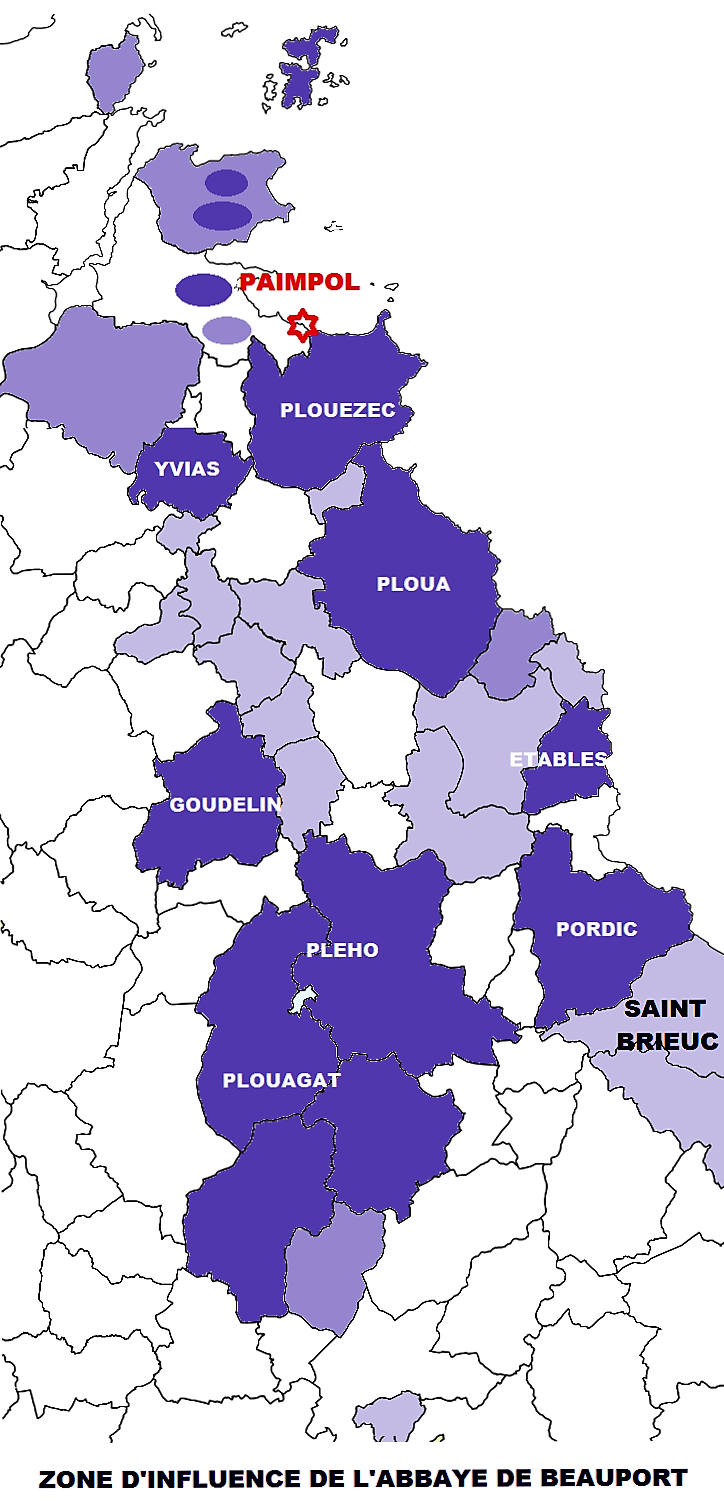
Zone d'influence de l'abbaye.

La fondation tardive de l'abbaye et la concurrence des autres établissements existants n'a pas permis à Beauport d'avoir des biens importants et les prémontrés ont  cherché à développer leur temporel qui permet la subsistance et l'exercice de la mission de charité par une habile politique foncière et la recherche de dons auprès de bienfaiteurs dans un rayon d'une cinquantaine de kilomètres autour du monastère. On y trouve la maison comtale, les grands officiers du comte, les lignages châtelains en particulier pour les églises associées à leurs familles, les élites paroissiales, les cadets exclus des successions, des cultivateurs aisés, de petits chevaliers, des bourgeois, des cultivateurs enrichis, des prêtres, souvent pour de petits dons et une forte densité de redevances en froment.
Au milieu du XIIIe siècle, ils se lancent dans une grande politique d'échange et d'acquisitions fondée sur des prêts d'argent pour constituer un domaine compact autour de l'abbaye où ils possèdent terres, droits seigneuriaux, coutumes, églises et délèguent parfois à des clercs séculiers des biens plus éloignés. Ils mènent une lutte acharnée pour récupérer les dîmes tombées aux mains des laïcs. Leur prospérité repose alors sur la construction et l'exploitation des moulins avec chalandises qui permettent aussi de contrôler la production, des salines, des pêcheries en mer et sur des rivières en particulier sur le Leff propre à la capture de saumons, sur le commerce et les échanges par voies terrestres et maritimes grâce aux cités de Paimpol et Guingamp qui les intègrent aux flux commerciaux de Bretagne. Ils sont au cœur de l'action économique du Goëlo,.
Les prémontrés sont des pasteurs qui délivrent la Parole de Dieu et ont un devoir de charité. Ils construisent un hôpital pour soigner les malades et des léproseries, distribuent des aumônes. Plus qualifiés que le clergé traditionnel, ils ont plus d'influence sur les fidèles et les familles d'aristocrates dont ils obtiennent plus facilement des dons contre des prières et des places d'inhumation dans les lieux sacrés. Pour compenser le faible rayonnement de saint Maudez et surtout de saint Rion dont ils ont reçu les reliques, ils développent le culte de saint Josse, patron des pèlerins ayant vécu en Bretagne et du bienheureux Charles de Blois lié à l'abbaye par sa femme, la duchesse Jeanne descendante du fondateur Alain de Goëlo. Par leurs actions spirituelles et sociales, le développement des lettres, ils obtiennent la reconnaissance des villageois et participent à l'encadrement politique de la société.

### La zone d'influence
Un état des biens de l'abbaye en 1680 permet de connaître les moyens et l'espace où elle exerce ses fonctions pastorales, de justice car elle possède la haute justice depuis le XIIIe siècle, sociales, elle distribue en 1680 trente tonneaux de blé aux pauvres et économiques avec son rôle de banquier.
Dans le domaine, avec le petit et le grand enclos sur la paroisse de Plouézec, on trouve l'église, le cloître, les dortoirs et autres lieux réguliers, la maison abbatiale, des jardins et vergers, deux colombiers et une fuie, des étangs, des prairies, un moulin à blé et des bois pour une surface de 70 hectares, auquel il faut ajouter 314 hectares de terre dans les autres paroisses. L'abbaye a des droits sur une vingtaine de paroisses dont neuf en Angleterre et le privilège de percevoir des dîmes non seulement sur ces paroisses mais depuis 1250 sur toute l'étendue du diocèse.
Des presbytères confortables avec jardins dans les paroisses de Plouézec, Plouha, Étables, Pordic, Plouvara, Yvias, Plélo, Plouagat, Goudelin, Boqueho, Bréhat, Perros-Hamon, Lannevez, Lanvignec et Kérity.
Des moulins à vent, eau et à marée dans les paroisses de Plouézec, Yvias, Plouha, Perros-Hamon, Cohiniac.
Le manoir de la Grange du Bois avec ses jardins, chapelle, étangs et colombier à Plouézec, le lieu et manoir noble des Fontaines avec chapelle, moulin et colombier à Plouvara et Plélo.
Des dîmes dans les paroisses de Plouézec, Kérity, Perros, Ploubazlanec, Lannevez, Lanvignec, Plounez, Plourivo, Yvias, Plouha, Tréveneuc, Étables, Pordic, Plélo, Plouvara, Boqueho, Plouagat, Cohiniac, Goudelin et les îles Bréhat et Biniguet.
Des rentes, droits et redevances diverses dans toutes les paroisses ci-dessus et dans celles de Plourhan, Lantic, Pludual, Plérin, Saint-Brieuc, Tressignaux, Lanvollon, Trémeven, Quintin.

### La seigneurie maritime

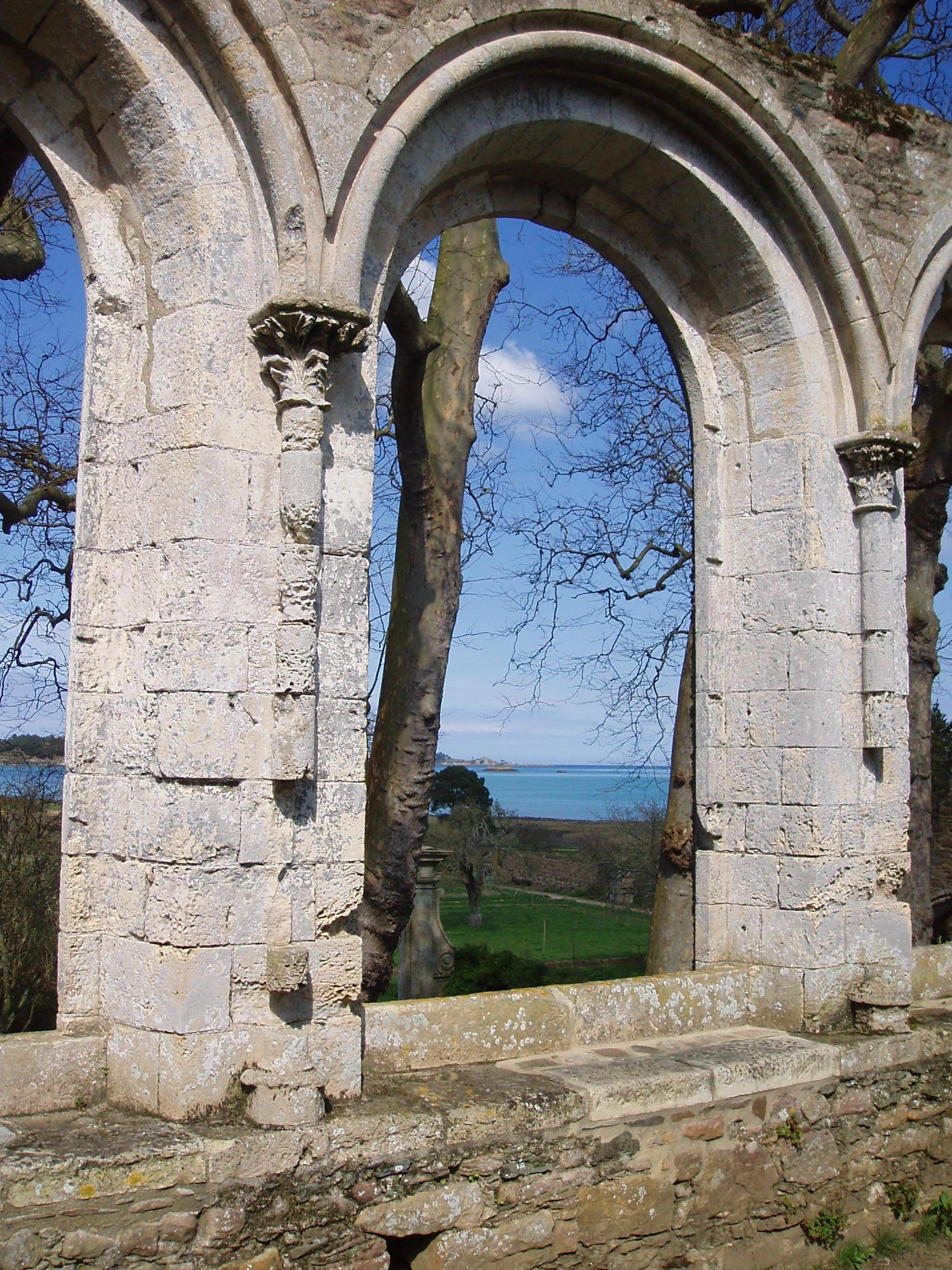
La seigneurie maritime, vue du réfectoire vers la mer.

Comme toute seigneurie côtière, l'abbaye de Beauport s'étend sur la mer qui la borde. Elle a le droit d'exploiter les terres qui découvrent à marée basse autour de l'île Saint-Riom et de la pointe de Guilben, le talus de l'abbaye avec sa vaste étendue de vase propice à la pêche et la capture des mammifères se laissant surprendre par la marée.
Elle a deux sites de pêche en mer dans la baie de Paimpol composés de filets sur des pieux et des murs de pierre dont un à environ un kilomètre devant l'abbaye, les revenus affermés des salines et sécheries de Plouzénec et Kérity, des taxes sur la vente et la capture du poisson en Goëlo aux foires de Paimpol et des droits sur la pêche à Bréhat.
En 1421, l'abbaye obtient en compensation des dégâts faits par la famille des Blois-Penthièvre, du duc Jean V de Bretagne, le droit de construire un moulin à marée sur le site de Poulafret. Le marnage de près de douze mètres et la lagune permettent après des travaux d'assainissement, de protection des berges, la construction d'une digue et l'aménagement de tout le terrain environnant ce moulin.
En 1514, les habitants de Bréhat paient une redevance sur le poisson qu'ils prennent tant a la coste de Bretaigne, la Terre-Neuffve, Islandre qu'ailleurs.
À partir de 1750, une vaste zone de marais au Nord-Est de l'abbaye est transformée en prairie par la construction d'une digue.

### Les biens en Angleterre
Dans les premières chartes, on trouve les donations de dix églises dans le diocèse de Lincoln en Angleterre à l'abbaye de Saint-Riom qui passent dans celle de Beauport. La perte des possessions britanniques dans le seconde moitié du XVe siècle  à la suite d'une réforme du roi Henri IV d'Angleterre annonce le déclin de l'abbaye.

### L'alimentation des chanoines auXVIIIesiècle
À la fin du XVIIIe siècle, une dizaine de chanoines et treize journaliers et domestiques dont un boulanger, un cuisinier et un marmiton sont présents en permanence dans l'abbaye. Les chanoines par leur fonction sont ouverts sur le monde et certains par leur extraction peuvent avoir les habitudes d'une classe sociale déjà aisée et pratiquent une hospitalité poussée presque jusqu'à l'abus. Ils bénéficient d'une alimentation qui leur est exclusivement réservée même si leurs employés reçoivent une nourriture carnées supérieure aux usages pour de simples travailleurs.
Le jardin de l'abbaye fournit des fruits et des légumes locaux et exotiques, deux vergers sont plantés d'arbres dont des châtaigniers et des pommiers. Une basse-cour, une dizaine de vaches et génisses, deux taureaux et une trentaine de moutons ayant accès au pré salé fournissent viande, œufs, lait et laine. Les revenus en nature et les rentes apportent des poules, poulets et chapons, d'autres des pois, fèves, froment, seigle et avoine, les pêcheries le poisson.
Malgré l'importance de ses terres et de ses revenus en nature, l'abbaye ne peut pas vivre en autarcie et doit s'approvisionner auprès des épiciers, droguistes et producteurs de vins. Elle achète viande, suif, mouton et porc chez le boucher, vinaigre, moutarde, châtaignes, morue, sel servant probablement à saler la viande de porc, sel blanc, poivre, de grandes quantités de sucre blanc et brun pour la pâtisserie, café, huile d'olive, fromage, riz, raisin, amandes, figues et fruits confits chez l'épicier. L'abbaye produit du cidre et achète de la bière mais la qualité de ses approvisionnements en vin, vin d'Espagne, vins vieux blancs et rouges de Libourne dont des Saint-Émilion et des eaux-de-vie montre la qualité de sa table, le goût de la gastronomie, des friandises et des bonnes bouteilles dans le partage avec de nombreux invités.

## Héraldique et sigillographie

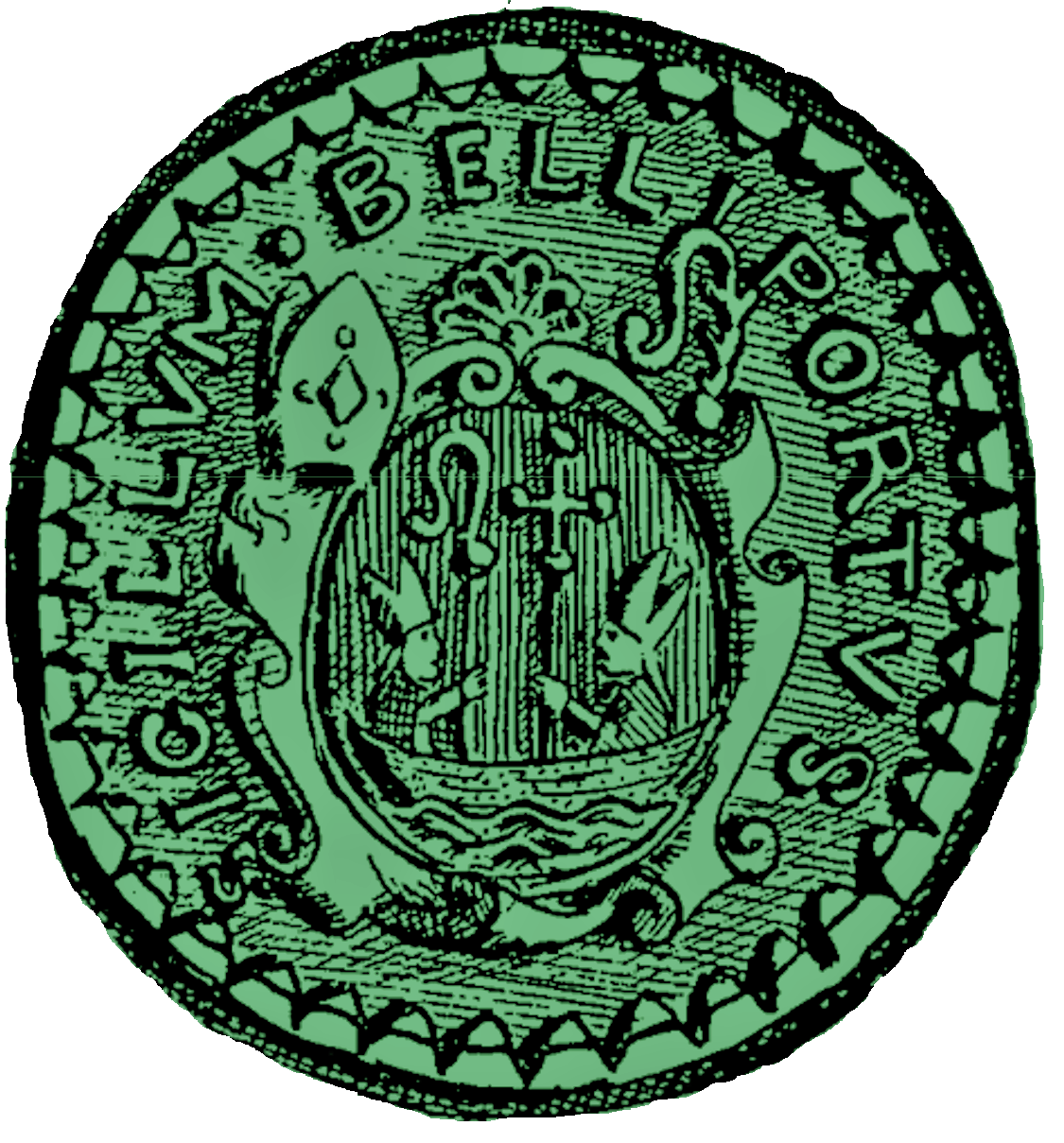
Sceau du XVIIIe siècle.

Les armoiries de l'abbaye : De gueules à la nef d'or, montée et gréée de même, chargée en poupe d'un archevêque, chapé et mitré de sinople, orfrayé d'azur, à la croix d'argent, affronté d'un abbé, frocqué de sable, mitré et crossé d'or.
Sceau ancien tiré d'une matrice en cire d'une gravure du XVIIe siècle mais d'un type plus ancien : SIGILLVM•COMMVNE•COVENTUS•BELLIPORTUS, navire voguant sur les ondes avec un évêque chapé et mitré tenant une croix et un religieux tenant une crosse. La forme du navire, celle de la mitre et de la crosse sont empruntées à l'ancien sceau de l'abbaye. Le sceau représente Saint Mandez et Saint Rion.
Petit sceau du couvent de Beauport, S•DU COUVENT DE BEAUPORT par François Martin, prieur de Beauport, vicaire général de l'abbé des prémontrés en visite à l'abbaye de Blanchelande pour y déposer l'abbé en 1656.
Sceau rond, milieu du XVIIIe siècle, SIGILLVM•BELLIPORTUS, l'abbé est mitré et crossé.
Sceau Frédéric Jérôme de Roye de La Rochefoucault, Abbé commendataire de Beauport, 1728, sceau ovale: Écu à la bande, écartelé d'un burelé à trois chevrons brochant, à l'écusson, un lion sur le tout, couronné, timbré  d'une mitre et d'une crosse, support: deux lions.

## Architecture

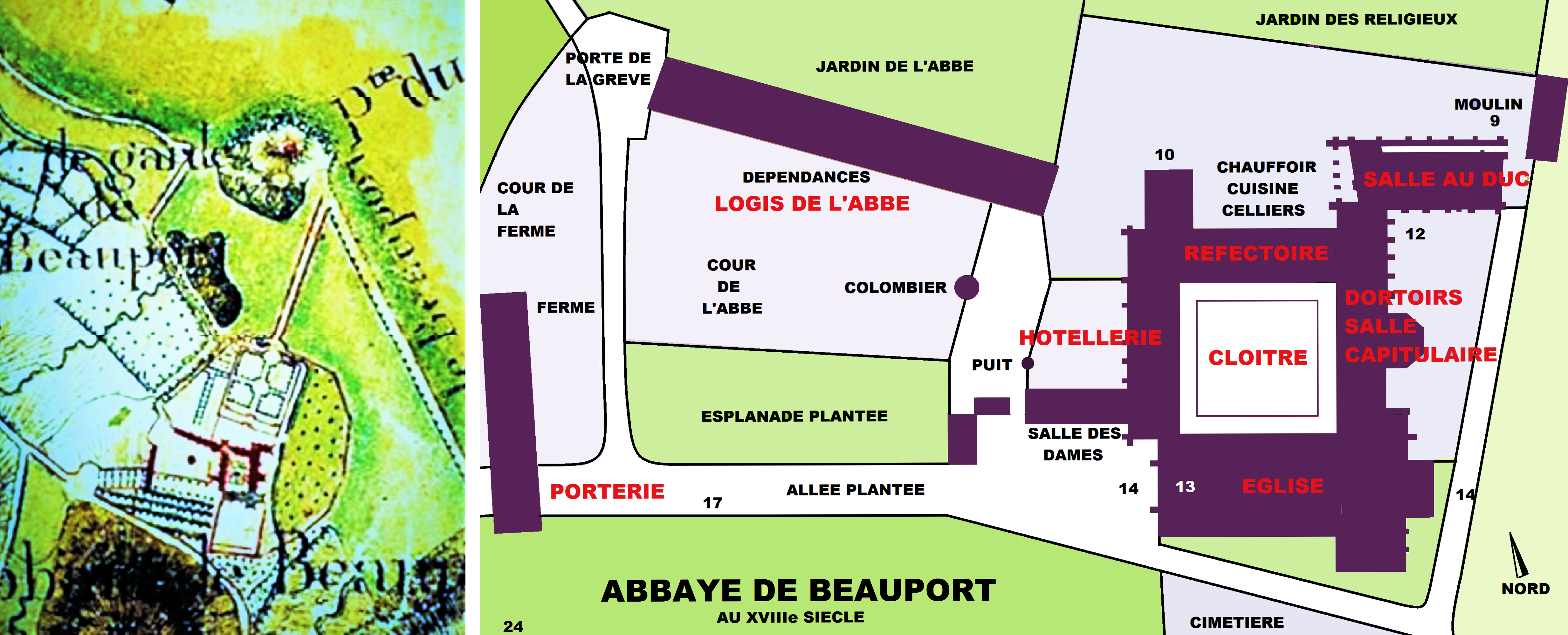
L'abbaye de Beauport sur la carte militaire de 1776-1783 avec le jardin d'apparat et la nouvelle digue. Au nord, le talus de Beauport avec une chaussée de 4 m de largeur et deux rangées d'arbres relie l'îlot de Cruckin à la grève de Kérarzic sur 750 m.
Reconstitution sur le cadastre napoléonien de 1831 avec les niveaux du terrain.

### Le site

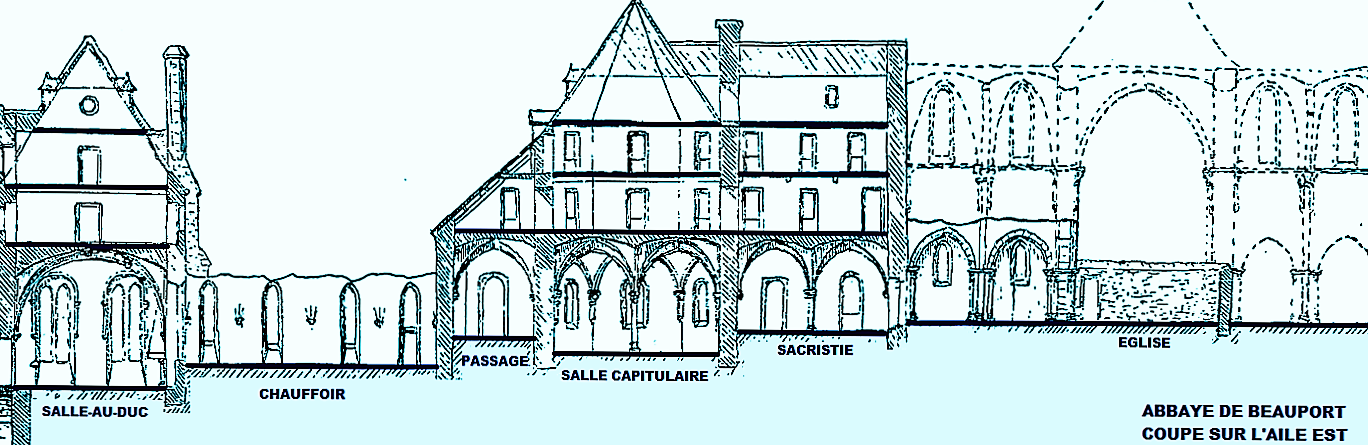
Coupe sur l'aile est de l'abbaye. L'organisation des espaces a été dictée par la tradition monastique et par le terrain en pente vers la mer, c'est-à-dire vers le nord.

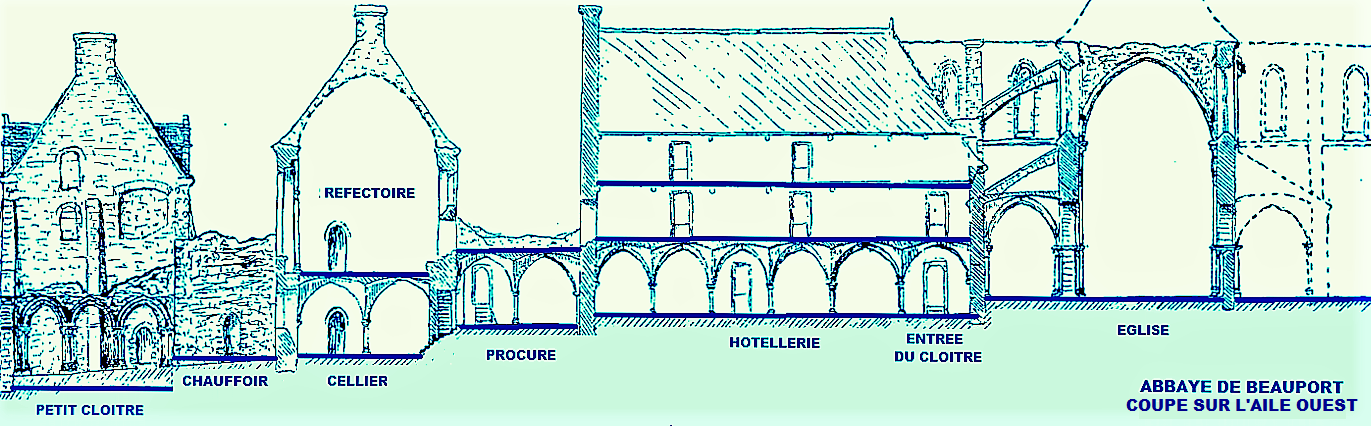
Coupe sur l'aile ouest de l'abbaye : l'abbatiale est construite au sud, au plus haut, en position
éminente sur le plan matériel et symbolique, et le cloître avec les bâtiments conventuels au nord, en léger contrebas par rapport à l’abbatiale.

Le domaine d'environ 70 hectares présente une certaine mosaïque de milieux naturels (marais, roselières, étangs, prairies et massif boisé), ce qui lui vaut le statut de site classé depuis 1963, intégré  à la zone Natura 2000 du Trégor-Goëlo en 2019. Il occupe la croupe d'une colline limitée par deux vallées parallèles descendant vers la mer avec une orientation nord / nord-est protégée des vents du nord-est par une anse naturelle. Il est desservi par le chemin de Paimpol à Saint-Brieuc. Les ruisseaux en fond de vallées apportent l'eau douce et l'énergie hydraulique. Pour se protéger des grandes marées et des tempêtes avec un marnage de près de douze mètres, les religieux construisent au cours du XIIIe siècle une digue appelée le Grand talus avec une chaussée permettant d'y marcher de 750 m de longueur entre l'îlot de Cruckin et la grève de Kérarzic avec un havre utile pour les transports. Ils ont reçu l'estran de l'île de Saint-Rion à Beauport et gagnent des terres sur la mer. À la fin du XVIIe siècle, ils créent un jardin d'apparat clos de murs, ordonné en quatre parterres autour de deux allées formant une croix, ouvert sur une nouvelle digue élevée entre l'îlot de Cruckin et le portail monumental construit à son extrémité. Mais, chaque année, grandes marées et tempêtes ouvrent de nouvelles brèches sur la digue et l'abbaye se ruine pour que la mer ne revienne pas tout inonder. L'ensemble du monastère est protégée par des murailles qui délimitent les petit et grand enclos.
La principale contrainte du site est sa pente. Les concepteurs ont choisi d'accrocher le chemin d'accès de l'abbaye sur le chemin de Paimpol à Saint-Brieuc à l'ouest du domaine à une altitude de 24 m et de trouver l'emplacement de l'église, du cloître et des bâtiments qu'ils organisent à une altitude de 13 m. On note une dénivellation de 5 m entre le parvis de l'église et le terrain naturel de l'angle est de la salle au Duc. Les bâtiments sont édifiés sur deux terrasses construites du sud vers le nord. Le chantier a commencé par l'église au sud, le cloître au centre et les bâtiments conventuels à l'est et à l'ouest, l'aile du réfectoire et des celliers au nord puis, hors clôture, la salle au Duc.
Le domaine de Beauport accueille 200 000 visiteurs par an, cinq fois plus que l'abbaye. Afin de gérer l'ouverture de ce domaine au public, l'Association de Gestion et de Restauration de l'Abbaye de Beauport (AGRAB) est créée en 2012

### Le bâti

#### Organisation

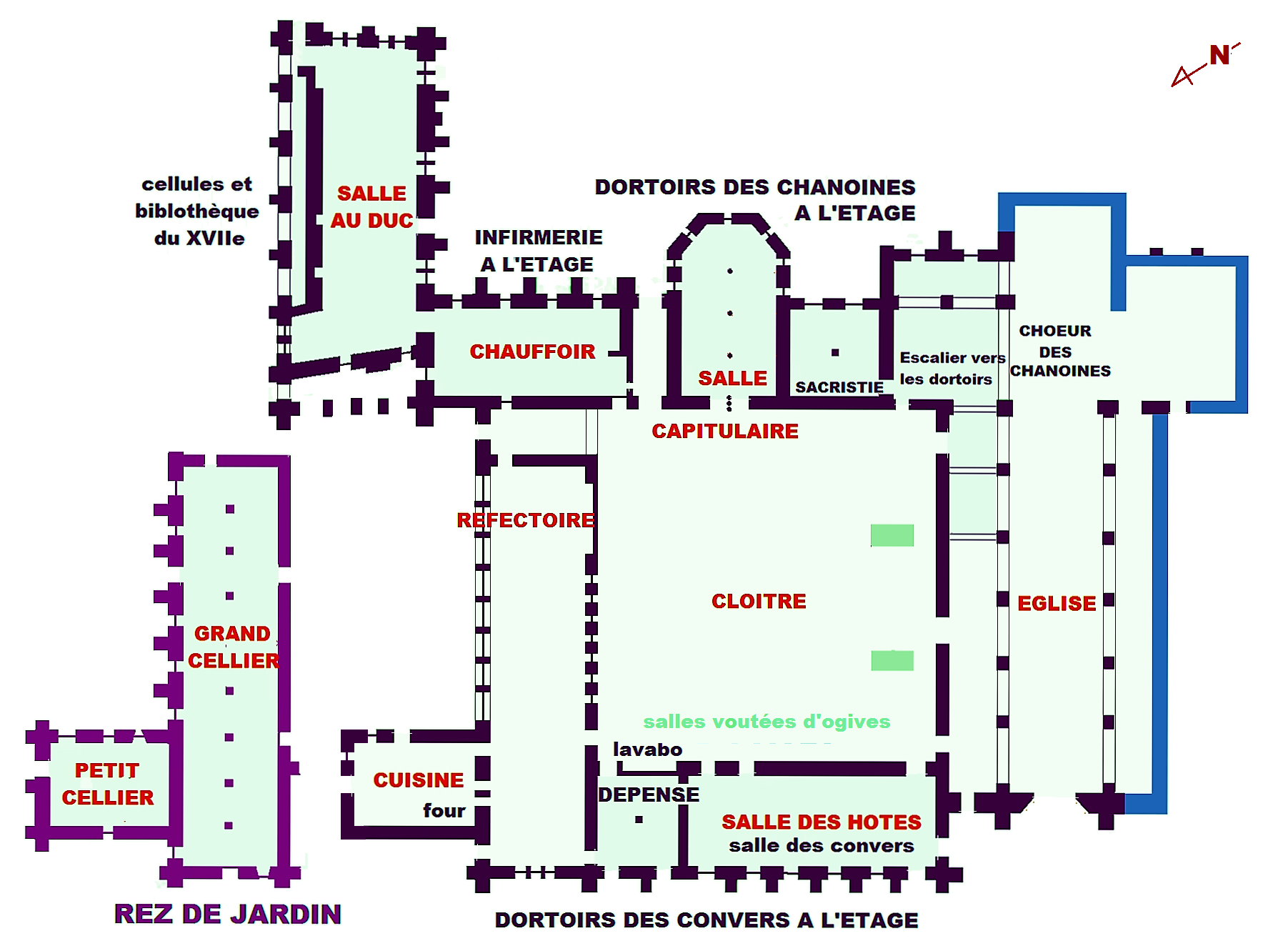
Plan de l'abbaye — Niveaux cloître et rez-de-jardin.

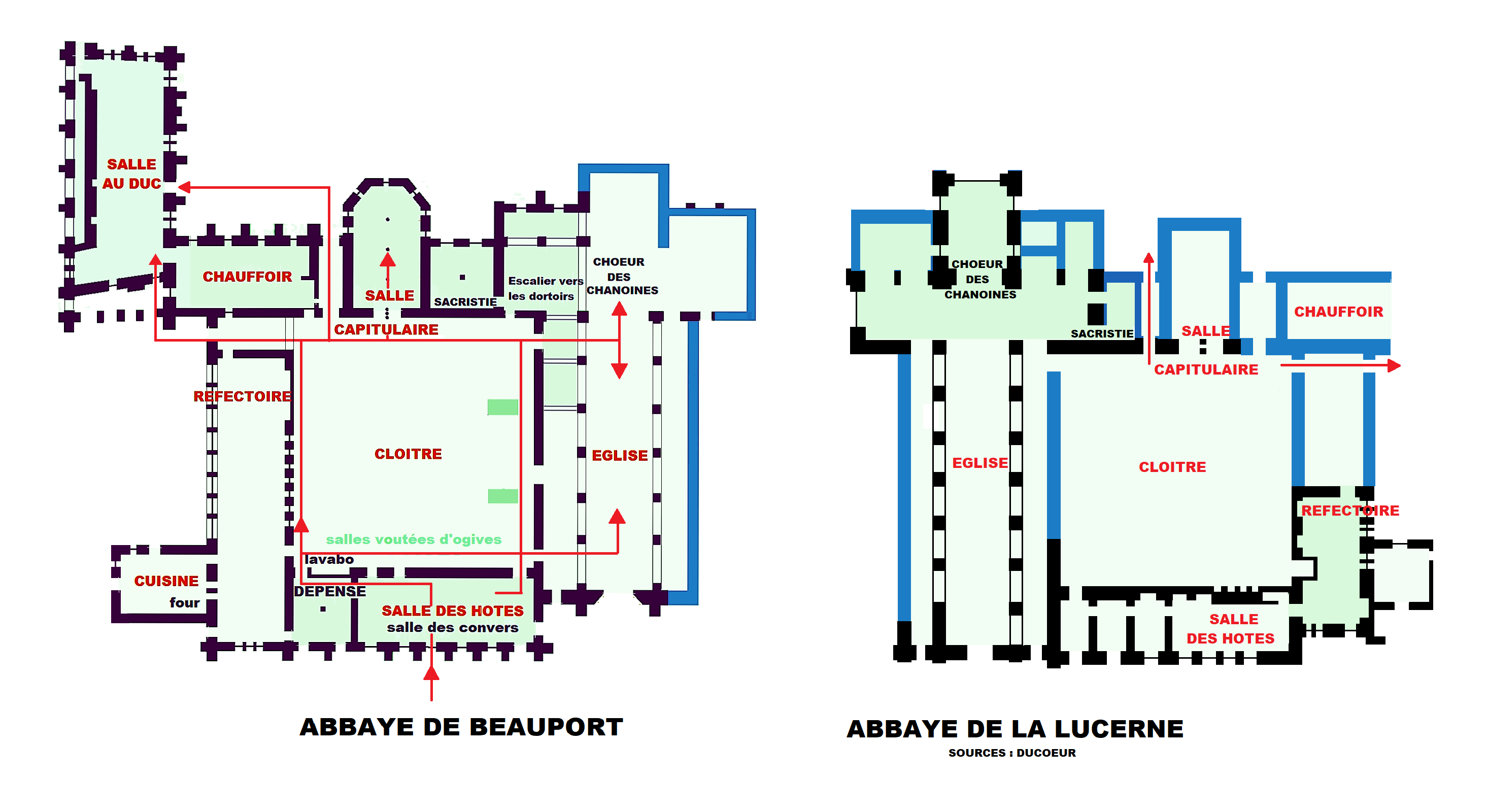
Plans des abbayes de Beauport et de La Lucerne.
Circulations proposées par Yves Gallet.

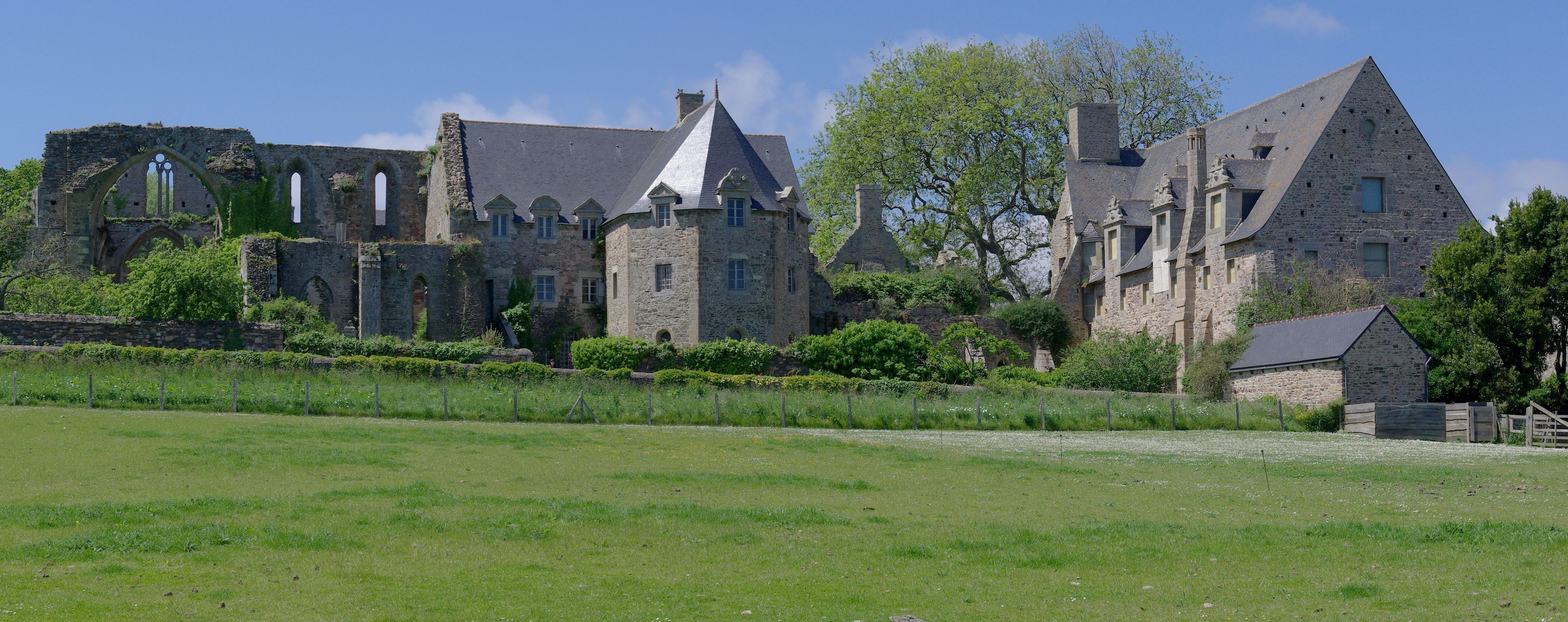
L'église, la sacristie, la salle capitulaire, le chauffoir et la salle au Duc.

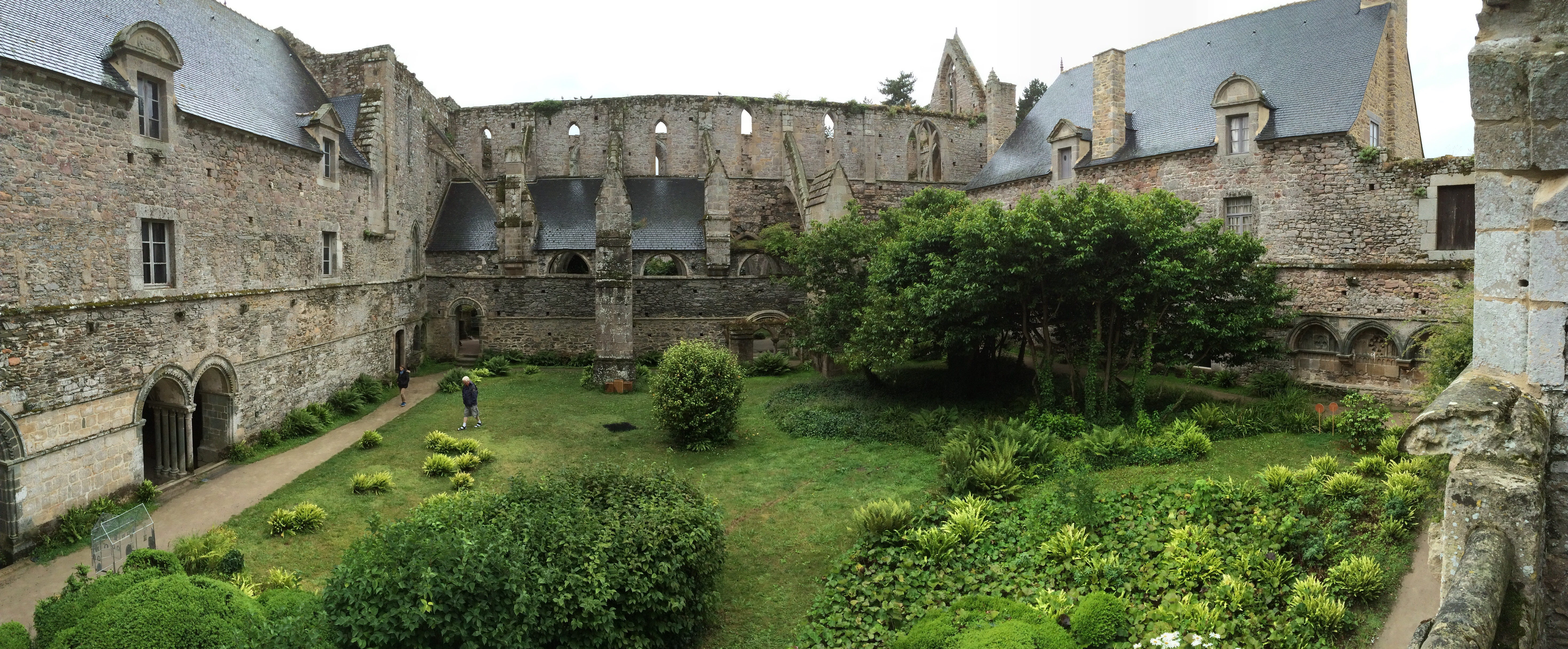
Le cloitre avec l'entrée de la salle capitulaire, l'église et le bâtiment des hôtes.

On a deux approches, celle d'un historien qui se base sur la Règle des prémontrés et celle d'un architecte sur la logique de construction,.
La première des contraintes de conception est le respect de la Règle des Prémontrés qui impose la clôture monastique autour d'un cloître desservant le chœur eucharistique de l'église avec un accès facile aux dortoirs pour les offices de nuit, une vision directe depuis le cloître de la salle capitulaire pour que personne n'ignore une assemblée de la communauté, les lieux de vie: le réfectoire et le chauffoir. L'église est en communication directe avec la sacristie et ses objets précieux. La pièce des livres rares est souvent proche. La zone ouverte sur l'extérieur comprend les fonctions d'accueil et de gestion de l'abbaye. On retrouve à Beauport les principes de fonctionnement de l'abbaye de La Lucerne mais son plan est en miroir à cause de la position du cloître,.
L'église est naturellement sur le point le plus élevé de l'emprise des constructions et impose un cloître au nord de 30 × 30 m environ. Sur le transept nord est accrochée la sacristie, la pièce des livres, la salle capitulaire qui est parallèle à l'église, terminée en abside et au-dessous du niveau du cloître, le chauffoir, et sur la face nord, parallèle à l'église, le réfectoire (34 × 7,65 m) qui est au-dessus du niveau du cloître, les bâtisseurs ayant utilisé la dénivellation du terrain pour créer un niveau rez-de-jardin avec des celliers. Les dortoirs des chanoines et l'infirmerie occupent l'étage de l'aile est de ces bâtiments réguliers.
Les visiteurs et les convers ont accès à la partie ouest de la nef de l'église et sont logés dans l'hôtellerie. Le temporel est géré dans la dépense .La fonction de la salle au Duc du XIVe siècle avec son canal n'est pas bien définie, des fouilles ont montré une activité métallurgique.
Une étude récente d'Yves Gallet basée sur la lecture des pierres comme marqueurs chronologiques ou hiérarchiques avec des traces de constructions successives en plan et en élévation et une attention particulière des concepteurs sur la liaison visuelle entre l'accès maritime et l'angle Nord de l'abbaye,, fait croire que le monastère est fréquemment abordé par la mer avec un flux de visiteurs de la salle au Duc vers l'église par le cloître..
L'espace clos et indépendant réservé aux abbés commendataires comprend le logis, la grange, l'écurie avec à l'étage le logement des domestiques, la cour et le jardin.
L'abbaye est protégée par des murs de 4 et 2,50 m de hauteur qui forment une double protection. La porterie contrôle l'accès des voitures et des piétons, une ferme et un moulin complètent les annexes de fonctionnement.

#### Les matériaux de construction

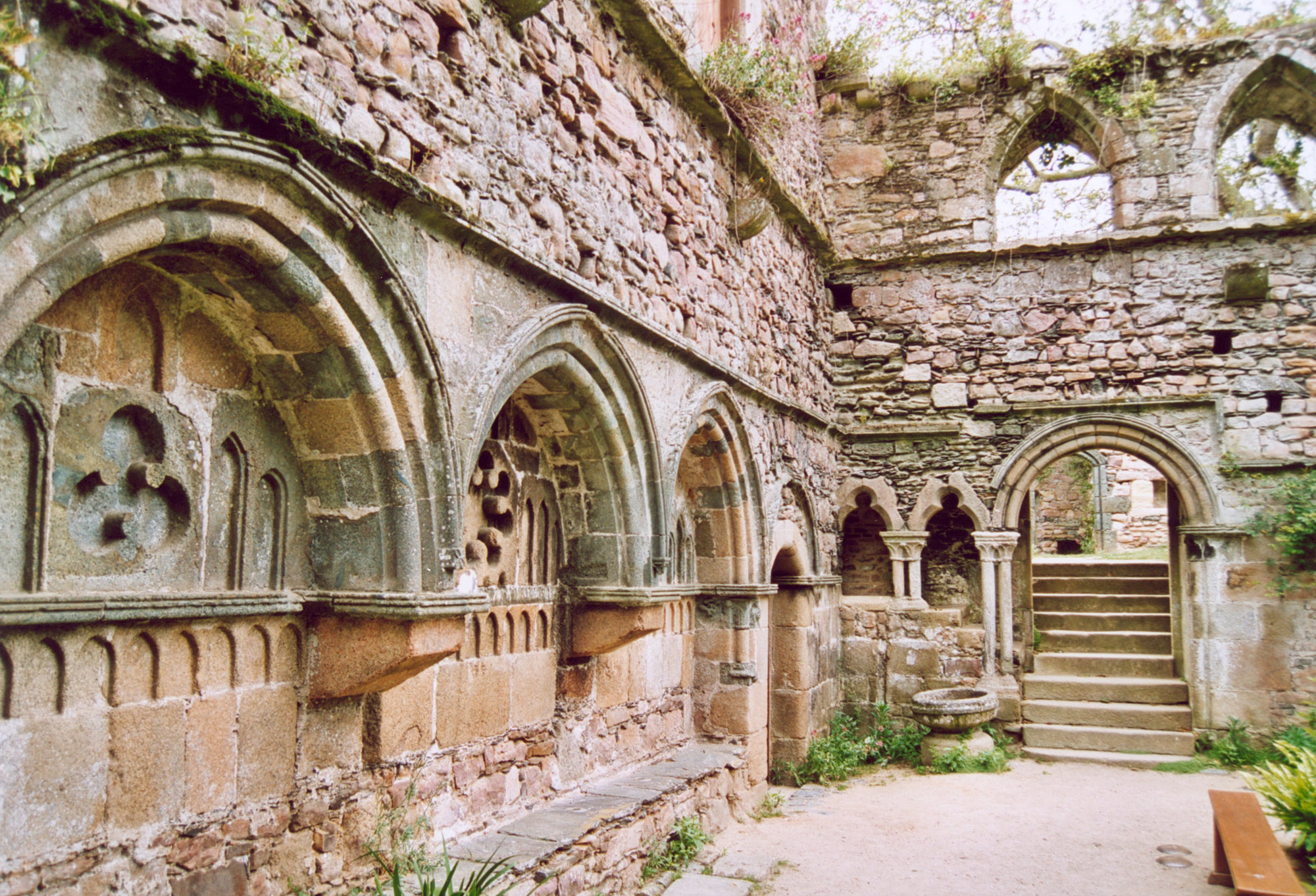
Les murs en moellons de grès rose associés au schistes bleus, et les claveaux des arcades en « tuffeau vert » et granite de l'arcade à l'angle nord-ouest du cloître, autorisent des jeux de polychromie inhabituels dans l'architecture gothique de Bretagne.

La côte du Goélo est une région d'une grande diversité géologique et les constructeurs de Beauport du XIIIe siècle ont largement utilisé la pierre locale et des environs, sans s'interdire l'importation de calcaire et de lumachelle pour des emplois bien précis.
Les spilites de Paimpol d'une couleur vert violacé à gris sombre sont des matériaux de construction assez médiocre utilisés en moellons associées à d'autres roches. Les schistes bleutés à bleu noir de Cruckin à quelques kilomètres de l'abbaye sont utilisés en blocs grossièrement débités. Le grès rose de Plourivo exploité dans les carrières de Danet, fournit des blocs de grande dureté qu'on retrouve sur la façade de l'église et le vaisseau central de la nef. Du granit venu peut-être de l'archipel de Bréhat fourni une pierre de bonne qualité réservé aux portes, baies, cheminées, colonnes et chapiteaux. La pierre verte de Beauport, tendre à l'extraction et durcissant à l'air est un matériau de premier choix utilisé en pierre de parement, clés et claveaux d'arcs, chapiteaux, culots, colonnettes.
Produit d'importation, peut-être de Caen, le calcaire blanc-jaune est réservé à des usages précis et autorise, associé à la pierre verte des jeux de polychromie.,.
La lumachelle ou marbre de Purbeck provient du Dorset sur la côte sud de l'Angleterre. Elle se polit et prend l'aspect du marbre. On la trouve à Beauport dans deux colonnettes, chapiteaux et bases des deux arcades trilobées de l'escalier au nord-ouest du cloître. Elle est en place, en réemploi ou à l'état de fragments dans la sacristie, le parloir et le dépôt lapidaire sous la forme de deux bases de colonnettes. Elle est également utilisée en Normandie,.

##### Le dépôt lapidaire
Avec plus de mille pièces, le dépôt lapidaire de Beauport traverse les siècles depuis 1202 et éclaire chaque période d'intense activité et de prospérité de l'abbaye. À travers les vestiges de gisants inconnus surgit l'importante nécropole médiévale. De nombreuses sculptures baroques évoquent les grands travaux des XVIIe et XVIIIe siècles.

#### Chronologie de la construction
Les textes ne sont pas très détaillés sur la construction de l'abbaye. Quelques années avant la fondation de 1202, des religieux sont installés dans une habitation existant sur le domaine qui sera donné par le comte de Goëllo. Cette pratique est courante avant d'installer une communauté de chanoines.
À partir de 1202, ils construisent : la sacristie, la salle capitulaire, le chauffoir et le dortoir — le chœur et le transept de l'église, le mur nord des bas-côtés de l'église pour fermer le cloître — le rez-de-jardin, les celliers et cuisine sous le réfectoire, le cloître est fermé vers le nord en 1250 — l'hôtellerie fermant ainsi le cloître — les trois premières arcades de l'église les plus rapprochées du chœur et le quatrième pilier jusqu'au chapiteau — l'ouest de la nef avec une travée plus large — la façade ouest. L'église reçoit ses boiseries et ses stalles en 1280.
Cet ensemble terminé avant 1280 constitue l'abbaye du XIIIe siècle.
En 1420, le portail d'entrée est construit, au XVe siècle, un colombier et, avec l'arrivée des abbés commendataires qui ne logent pas avec les chanoines, le logis abbatial et ses dépendances en 1530. En 1651, le procès-verbal de la visite d'Augustin Le Cellier, abbé général des Prémontrés porte sur l'état général de l'abbaye et des bâtiments. En 1657, on éclaire les greniers avec des lucarnes dans le style Louis XIV, entre 1660-1690, l'église est restaurée et embellie. À la même époque, avec un changement de la règle des prémontrés autorisant l'accueil des femmes, on bâtit la salle des Dames.

### L'abbaye duXIIIesiècle
Après des études anciennes d'un historien du XIXe siècle qui se base sur la Règle des prémontrés et celle d'un architecte sur la logique de construction vers 1920,, Yves Gallet apporte une nouvelle lecture en 2015.
Par sa filiation avec l'abbaye de la Lucerne, les prémontrés de Normandie ont construit l'abbaye de Beauport dans le style gothique normand avec des apports anglais. « Filiale d'une abbaye normande, l'abbaye de Beauport est un monument d'architecture normande importé en Bretagne » écrit ainsi Florence Surel.

#### L'église

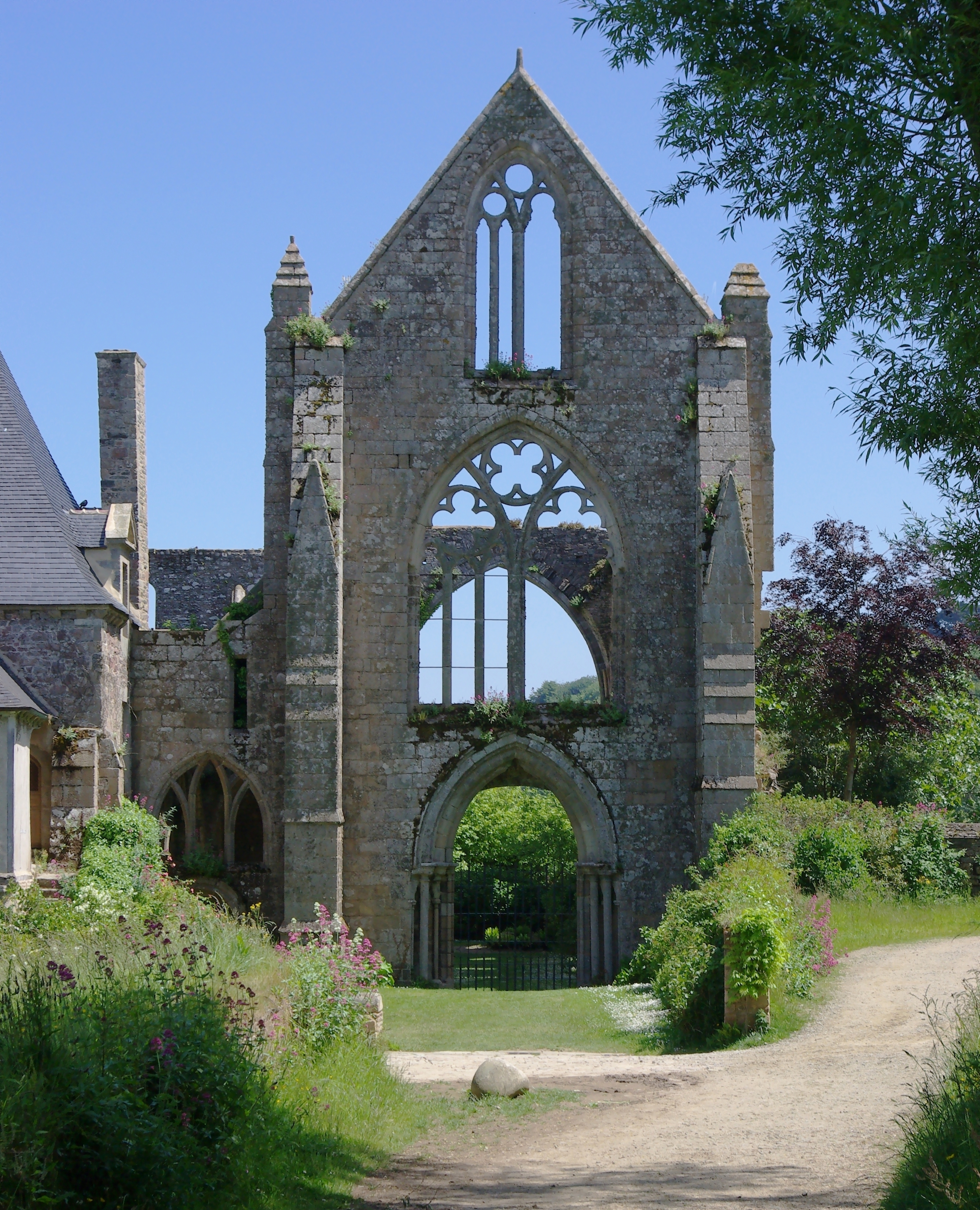
La façade ouest de l'église.

L'église de 50 × 20 m est à chevet plat avec une nef voutée d'ogives, des bas-côtés voutés d'arêtes et des transepts. Sa longueur est supérieure aux autres abbatiales construites en Bretagne par les ordres austères comme les cisterciens proches des prémontrés. Les formes traduisent une volonté de prestige. Si le chevet court et quadrangulaire de l'abbatiale comme celui de l'abbaye de La Lucerne reste dans l'esprit des cisterciens du XIIe siècle, l'ambition à Beauport s'accompagne d'une grande qualité d'exécution. La taille des pierres de parement dégage des arêtes vives, les moulures des bases et des tailloirs sont nettes, le décor végétal des chapiteaux et des clés de voûtes est parfois fouillé. Les formes sont toutes empruntées au style gothique normand qui se développe à la même époque, la fin du XIIe et le début du XIIIe siècle.

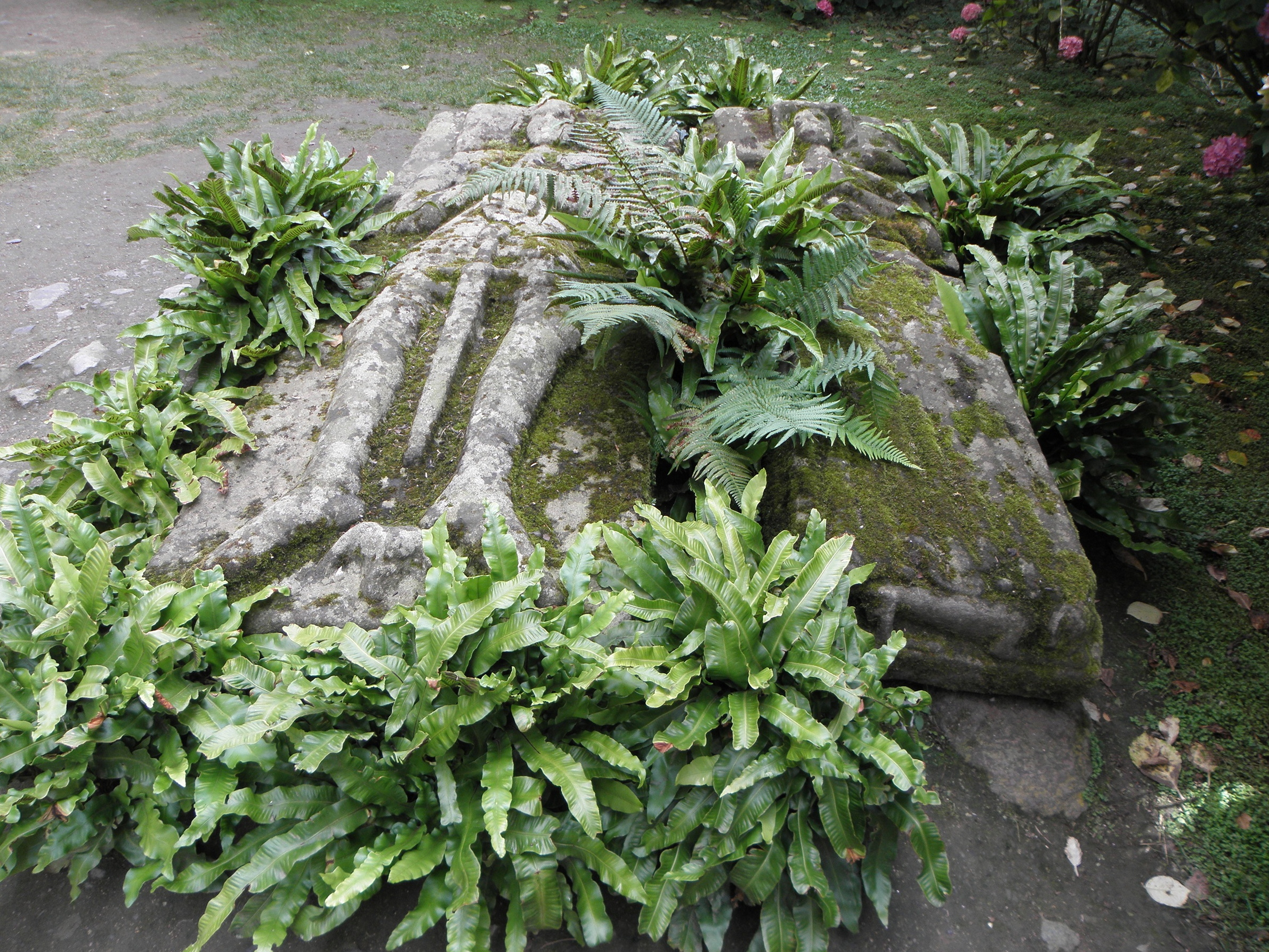
Gisants dans le milieu de la nef, de Jean de Kergozou et de sa femme Marie du Périer, datant du début du XVe siècle.

Une flèche en charpente de 17 m de hauteur est située à la croisée des transepts. Celui du sud porte le nom de Chapelle des vicomtes. On communique avec le cloître par une porte en plein cintre. Le portail principal composé d'archivoltes ogivales à sur la gauche un portail plus petit en plein cintre. Une fenêtre à ogive très étroite éclaire chaque travée de la grande nef, les baies correspondantes des collatéraux sont en plein cintre. Les voûtes reposent sur des piliers quadrilatéraux flanqués de chaque côté de la nef de colonnes engagées. Sur la face principale, une colonnette va toucher aux nervures de la voûte.
Seule la façade ouest de l'église semble faire exception à la remarquable homogénéité de style de l'ensemble de l'abbaye. La baie au-dessus du portail comporte un réseau de style rayonnant qui, pour certains date cette façade de la fin du XIIIe siècle.
En 1790, au départ des religieux, l'église dédiée à la Vierge Marie est intacte. Les visiteurs entrent dans le sanctuaire en passant sous le buffet de l'orgue. Dans la lumière filtrée des vitraux, les quatre premières travées au pavage de briques émaillées du XIVe siècle leur sont réservées. Le prédicateur prend place dans une chaire soutenue par des colonnes et ornée de cariatides.
Le chœur des chanoines est surélevé de deux marches et meublé de stalles hautes et basses où sont accrochés des tableaux de saint Jean, Moïse, la Vierge, saint Augustin et saint Norbert fondateur de l'ordre des prémontrés. La table du maître-autel est supporté par des colonnes de marbre avec un retable orné de six colonnes et d'un tableau. Quatre autels secondaires dans des chapelles sont réservés entre autres à saint Riom et saint Maudez dont les reliques ont été transférées à l'abbaye en 1202. Pour le culte, les religieux disposent de cinq calices dont un en vermeil, une lampe, une grande et une petite croix, deux encensoirs, un soleil, un ciboire, des burettes, le tout en argent complété par un ornement de drap d'or complet et un autre avec des franges de fils d'or.
S'il ne reste dans l'église que les sépultures du seigneur de Kergosou, de sa femme et la pierre tombale d'un chevalier représenté par une grande épée, le fondateur de l'abbaye, le comte Alain et sa femme reposaient dans le chœur sous un tombeau aux armes d'Avaujour et dans la chapelle du vicomte, Prigent de Coëtmen et Alain de Laval. Dans l'église sont aussi inhumés Mahau de Plouha en 1245 et au XIVe siècle Pierre Poulard et sa femme Constance de Kerroual,,,,.

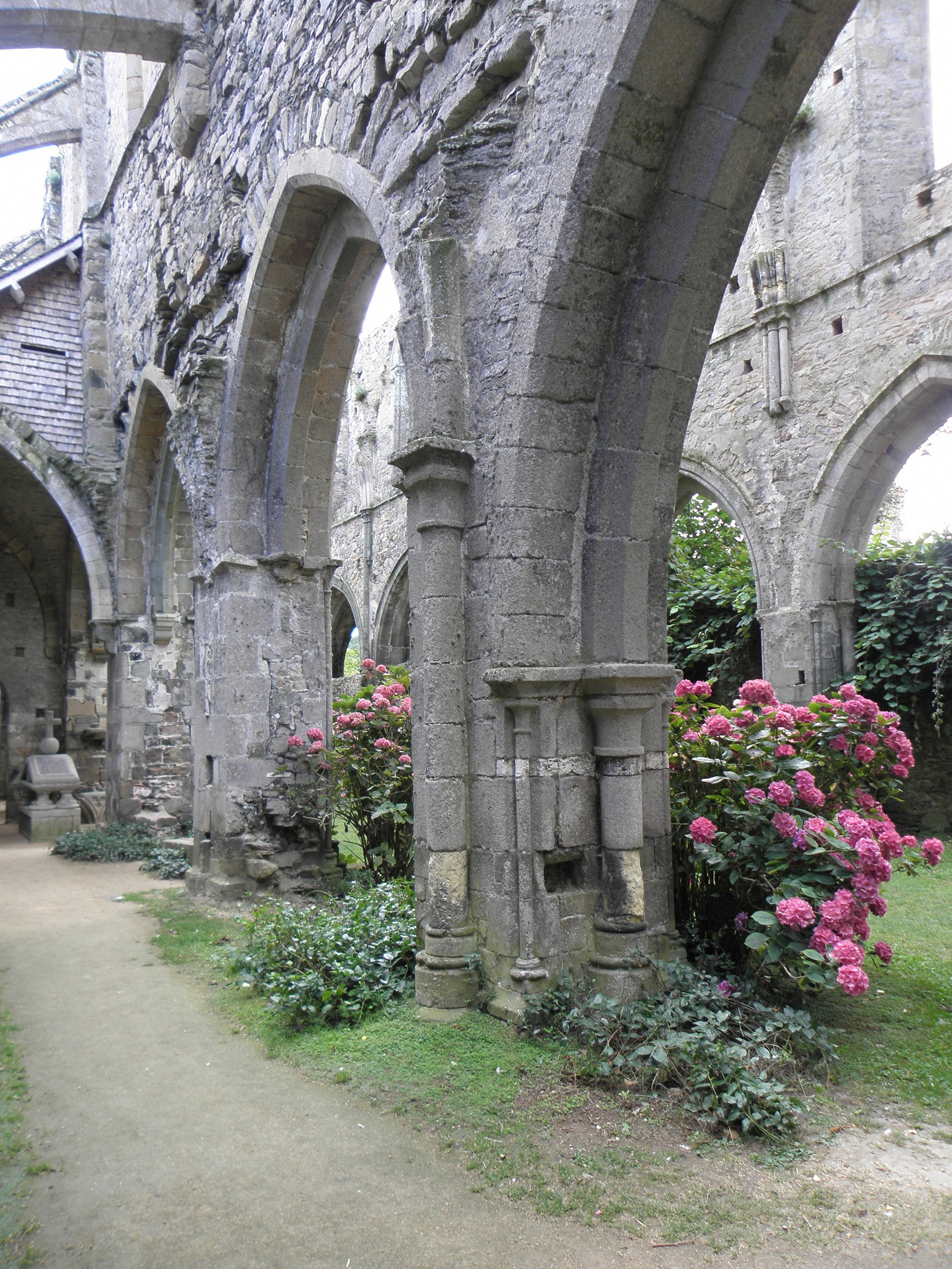
La nef depuis le bas-côté nord.
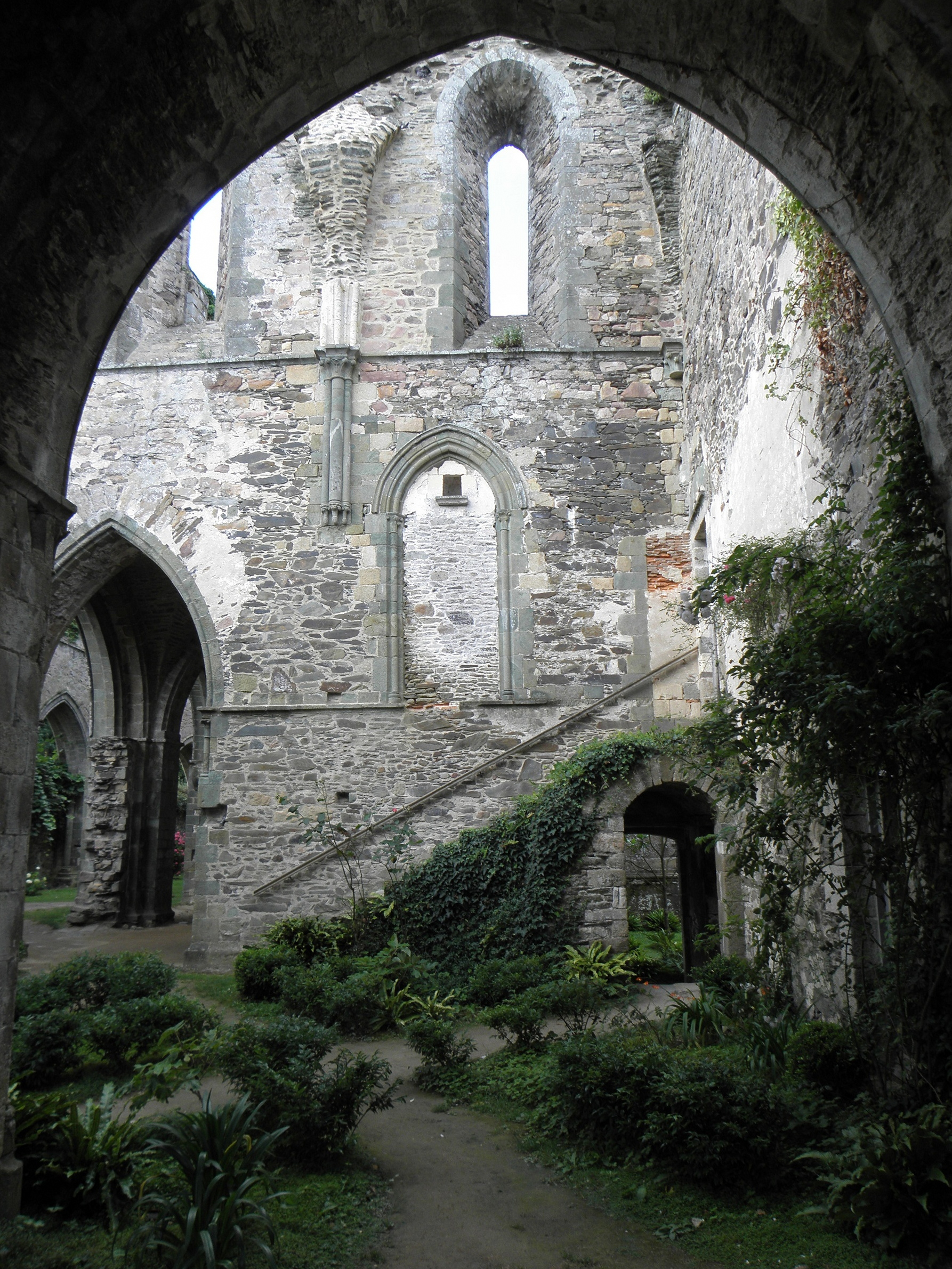
Escalier d'accès au dortoir des chanoines.

#### La sacristie
La sacristie est une salle à peu près carrée d'une surface de 58 m2 implantée à l'extrémité du croisillon nord du transept de l'église. Sur un pilier central et un chapiteau décoré de crochets repose quatre croisée de voûtes sans nervure reposant sur les murs par des consoles. Elle est éclairée par des fenêtres arrondies et une niche dans la paroi nord semble appartenir à une armoire. Le pilier central est en lumachelle ou marbre de Purbeck originaire du Dorset en Angleterre. On la trouve dans de nombreuses cathédrales anglaises et en Normandie ce qui confirme les influences stylistiques et économiques entre Beauport et l'Angleterre où elle avait quelques biens.

#### La salle capitulaire

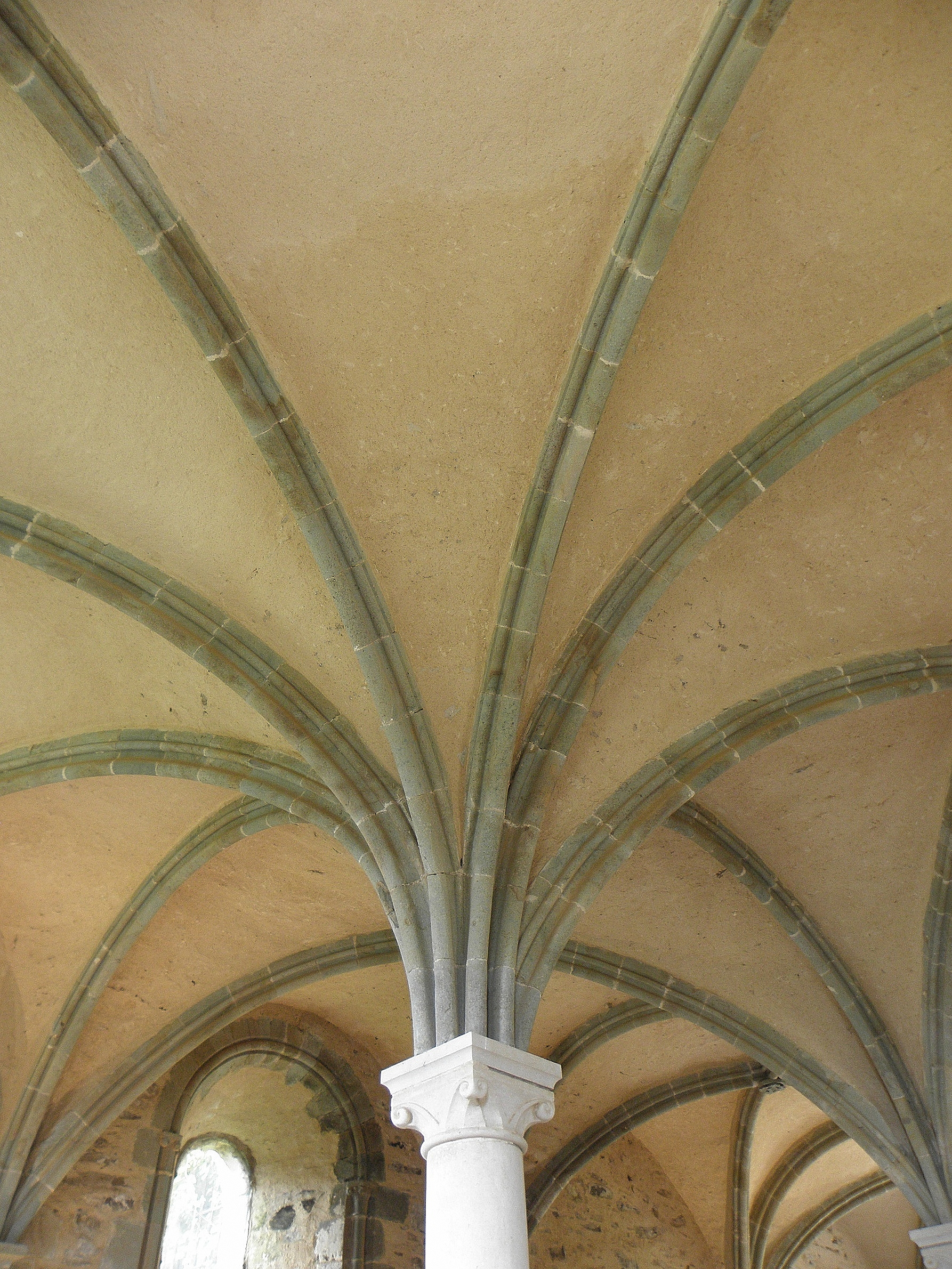
Détail de la voûte : les ogives sont formées d’un tore, dégagé par des gorges qui se creusent en scotie.

La salle capitulaire, lieu de réunion et de prise de décisions de la communauté des chanoines, est une belle salle rectangulaire terminée à l'est par une sorte d'abside à trois pans, construite avec plus de recherche que le reste du rez-de-chaussée. Ses colonnes médianes, au nombre de trois sont d'une exécution soignée, et les chapiteaux décorés d'élégantes palmettes de feuilles aigus. Les corbelets des murs sont également garnis de feuilles, les voûtes ont des nervures avec boudin et gorge, et chacune des sept fenêtres cintrées de cette salle est ornée à l'intérieur d'un chambranle mouluré reposant sur deux colonnettes à chapiteaux allongés et sculptés. On y voit les pierres tombales de deux abbés dont l'abbé Huet, le premier à porter la mitre et la crosse,.

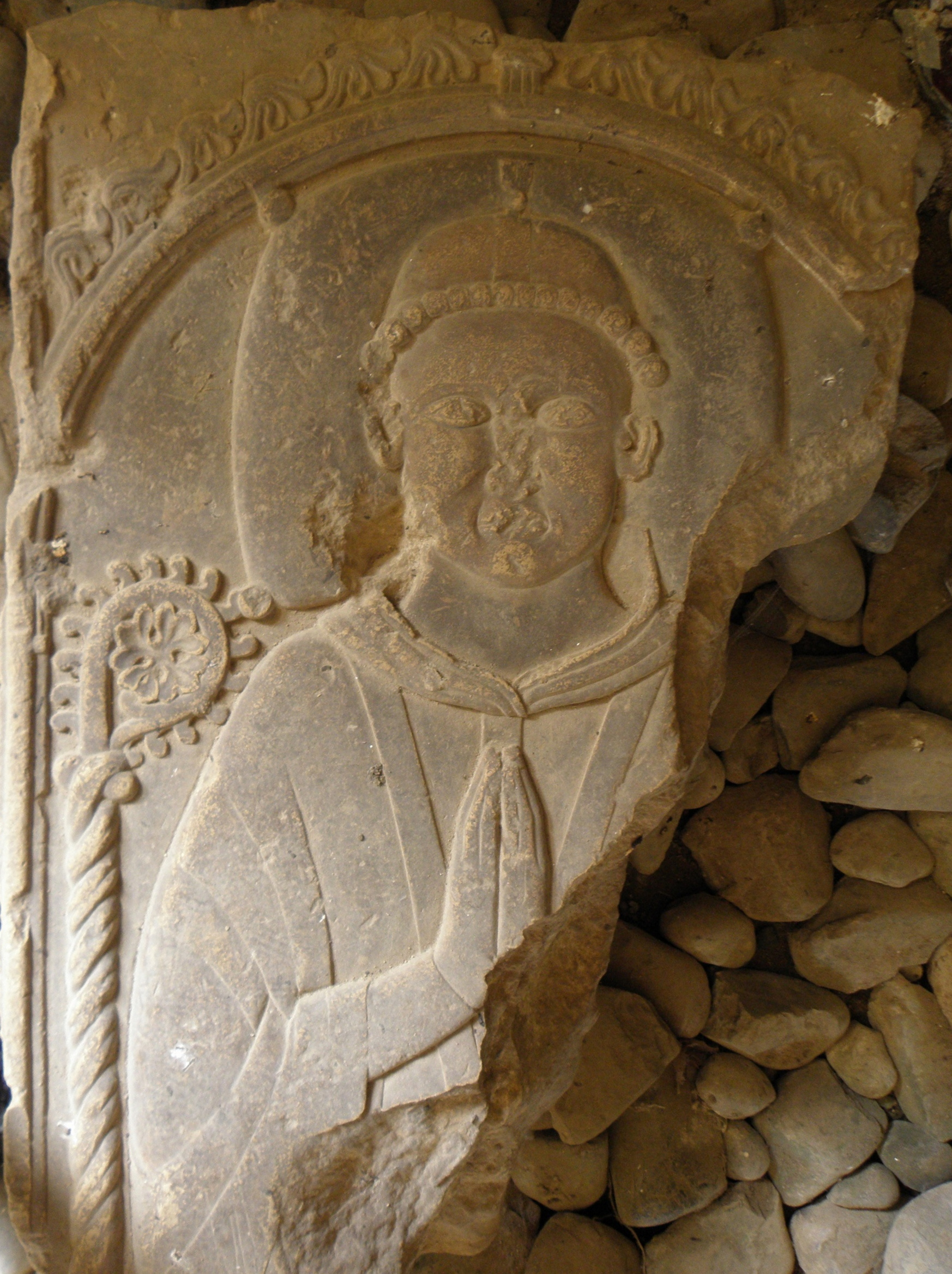
Fragment de sépulture d'un abbé.
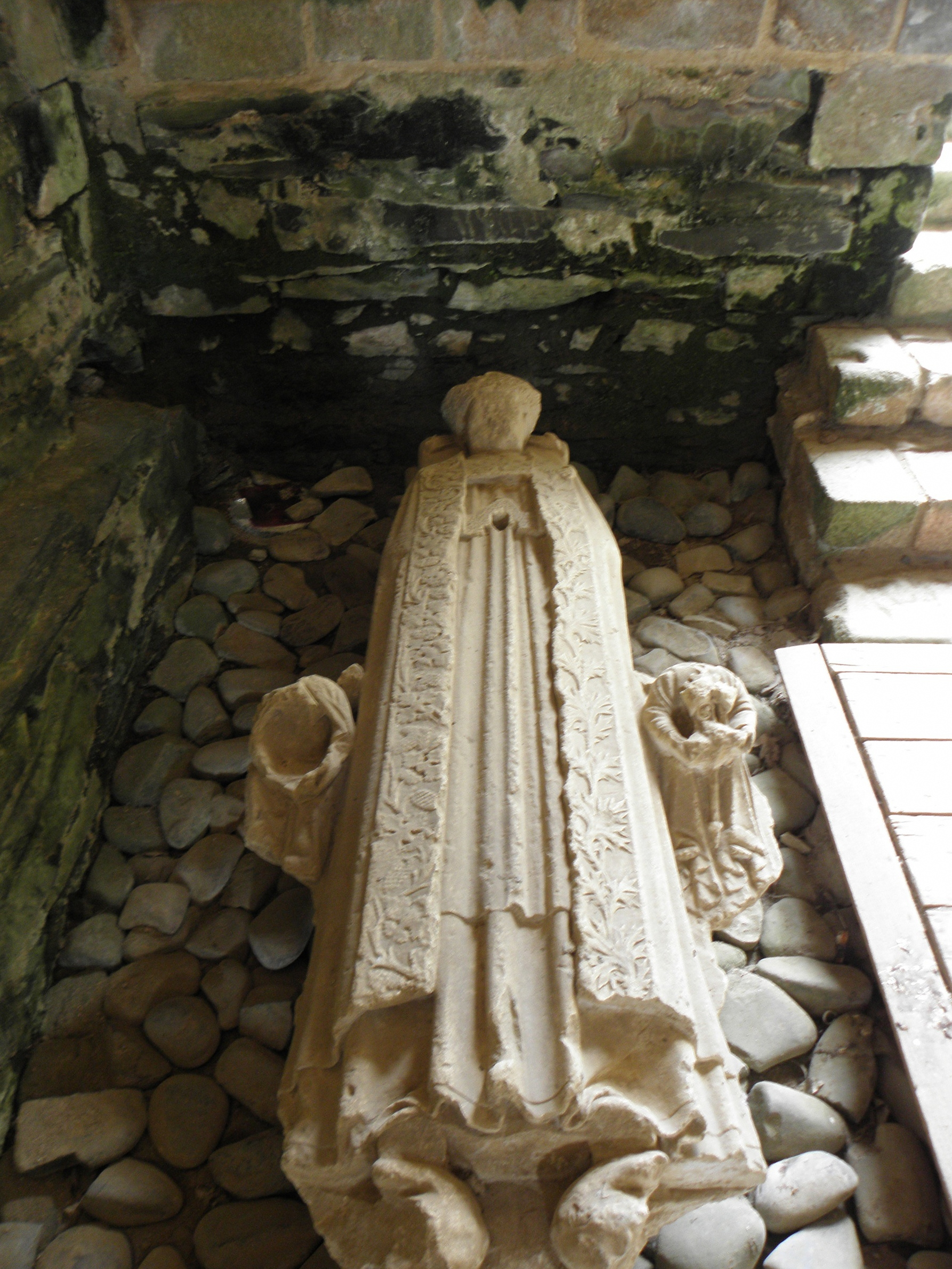
Gisant de l'abbé Huet (1472).

#### Le cloître

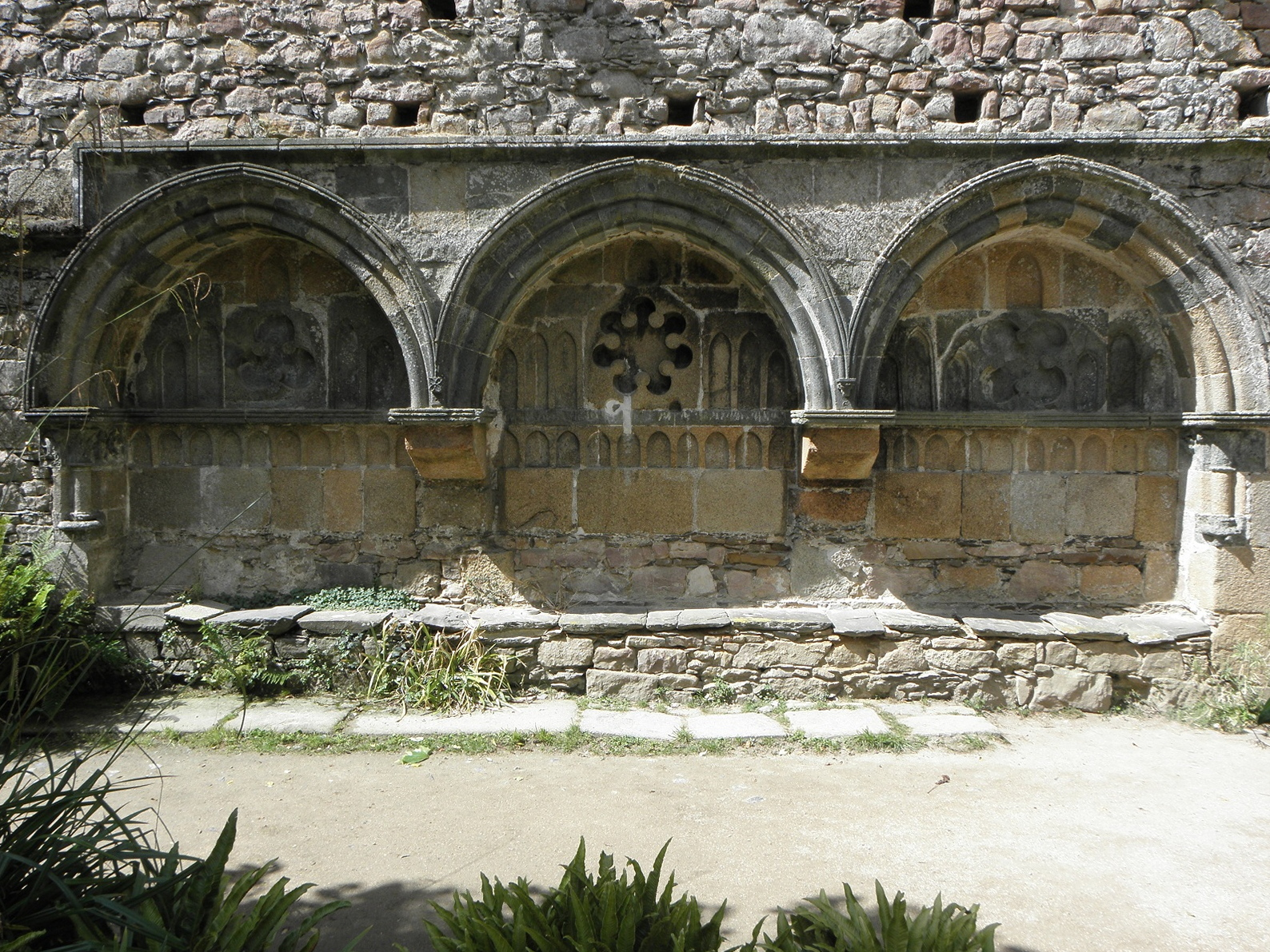
Le grand lavabo ou lavatorium, aujourd'hui privé de ses auges, distribuait l'eau par plusieurs robinets répartis dans trois niches. Il est transformé en banc à une date inconnue.

Le cloître a disparu et on peut voir les corbeaux de pierre sur les murs de sa périphérie mais il reste des détails de la fin XVe siècle dans l'angle nord-ouest. Dans le mur du réfectoire s'ouvre une élégante porte en plein-cintre, son archivolte ornée de moulures toriques retombe sur des colonnettes dont les chapiteaux sont formés de feuilles larges et enroulées aux angles supérieurs de la corbeille. L'escalier est éclairé par deux arcades trilobées séparées et soutenues par deux petites colonnettes en lumachelle ou marbre de Purbeck.
Adossé au mur occidental du cloître, près du réfectoire, le lavabo des chanoines comprend trois arcades. Le tympan de chacune d'elles est orné d'un bandeau soutenu par trois séries d'arcatures et d'un dessin géométrique (trilobe inscrit dans un carré, polylobe à sept branches dans un hexagone irrégulier, quadrilobe dans un carré long.

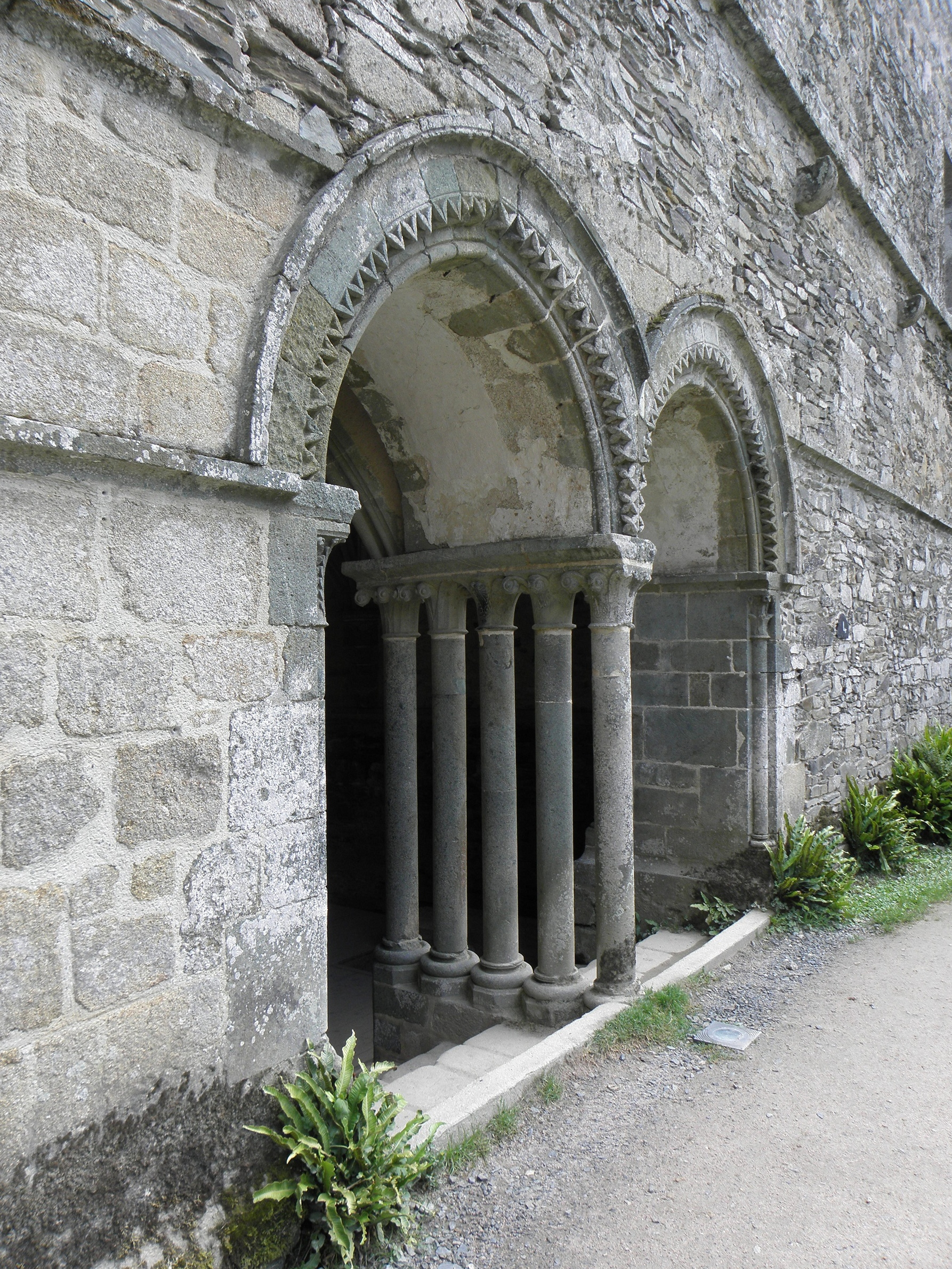
Accès à la salle capitulaire.
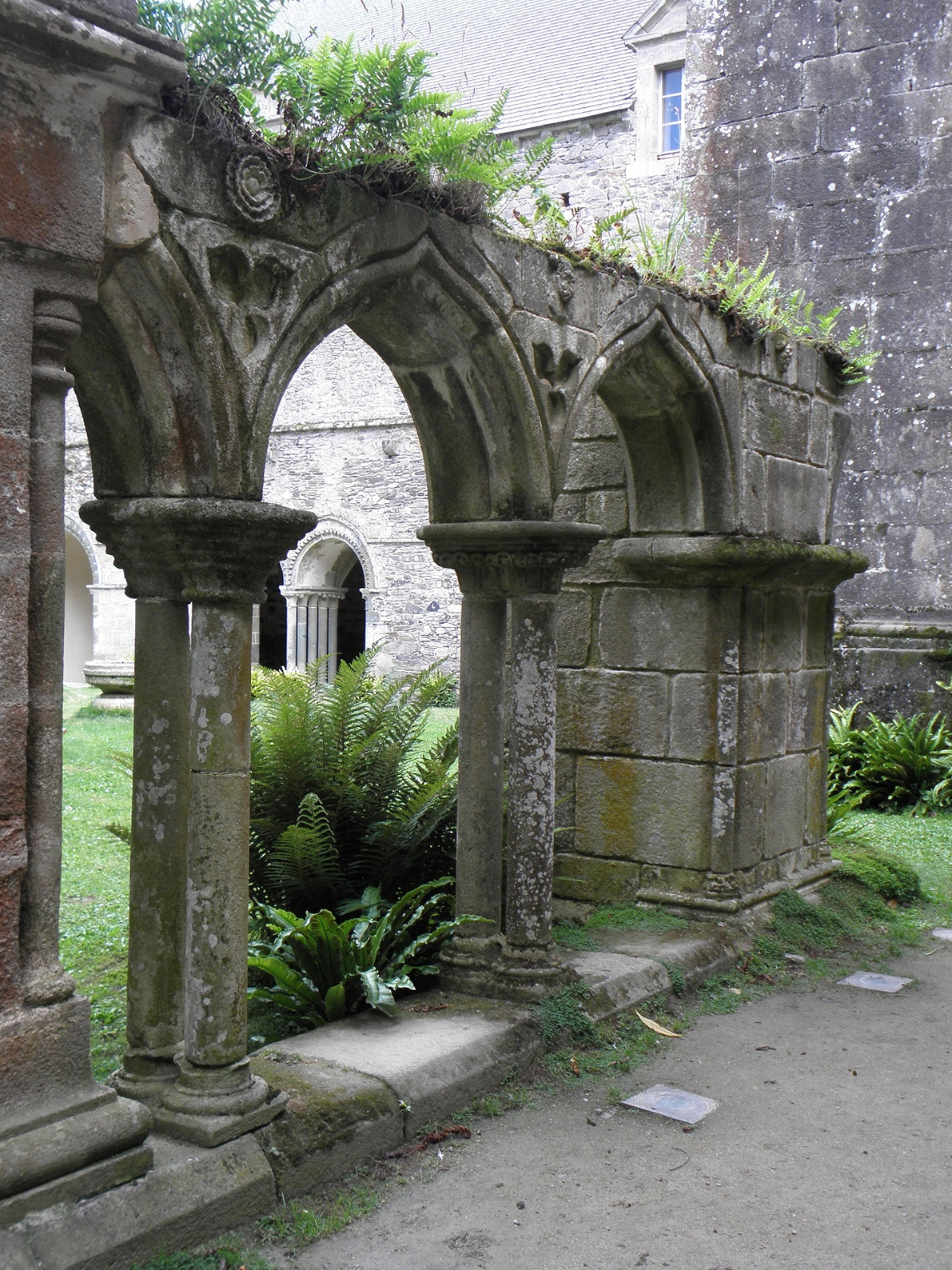
Arcades du cloître.
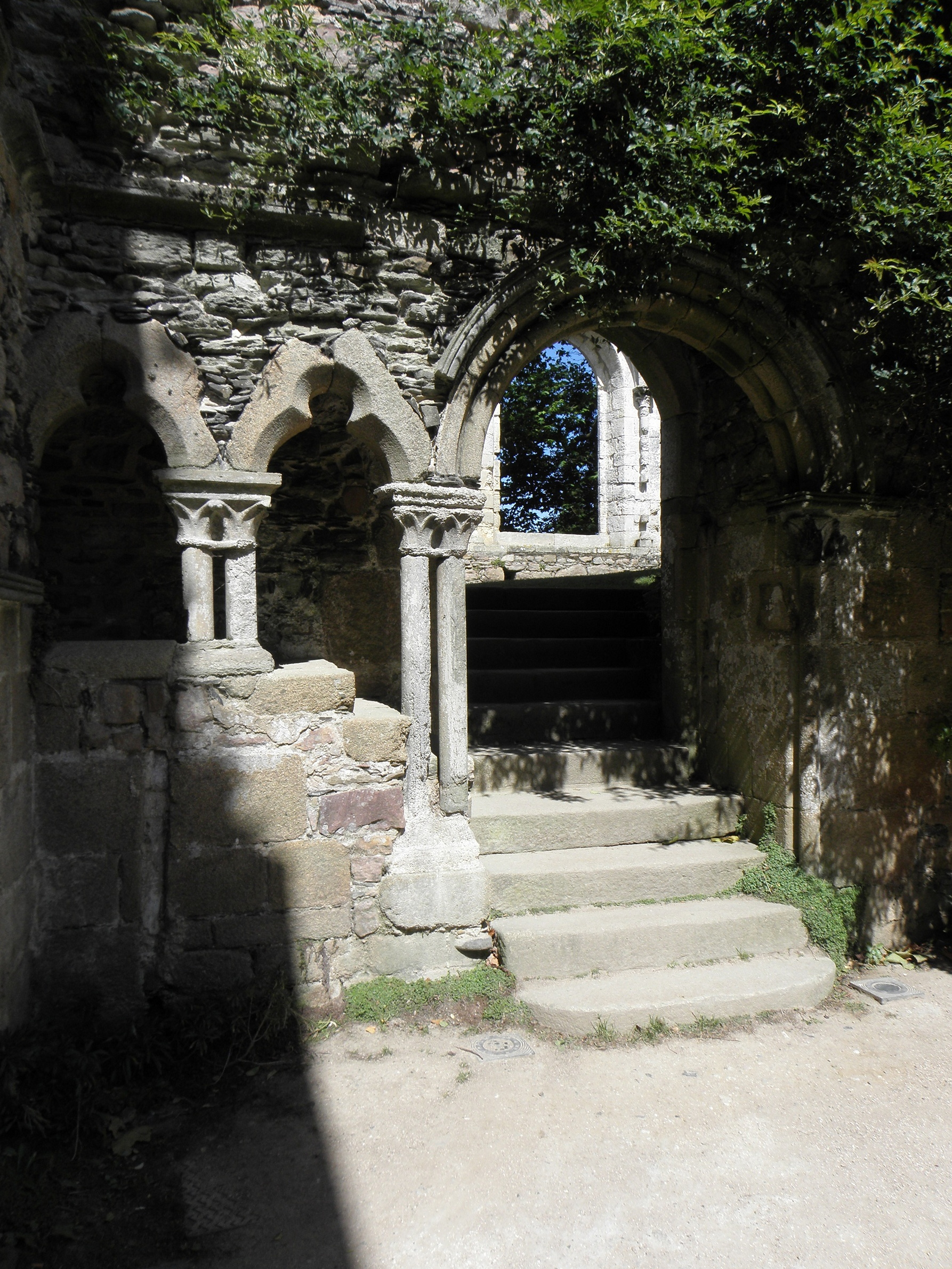
Accès au réfectoire avec les colonnettes en lumachelle.
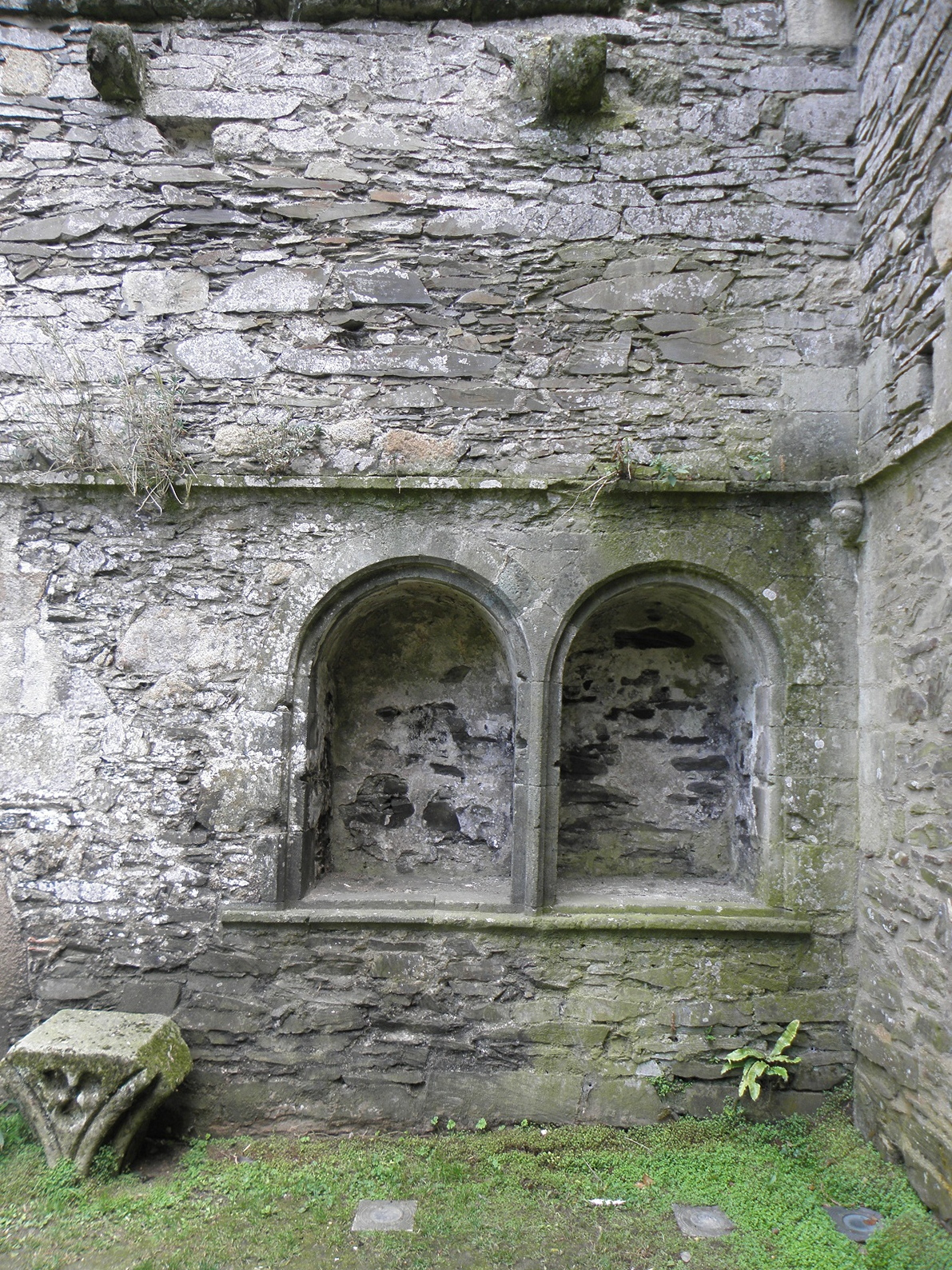
Armarium à l'angle de la galerie orientale.

#### Le réfectoire

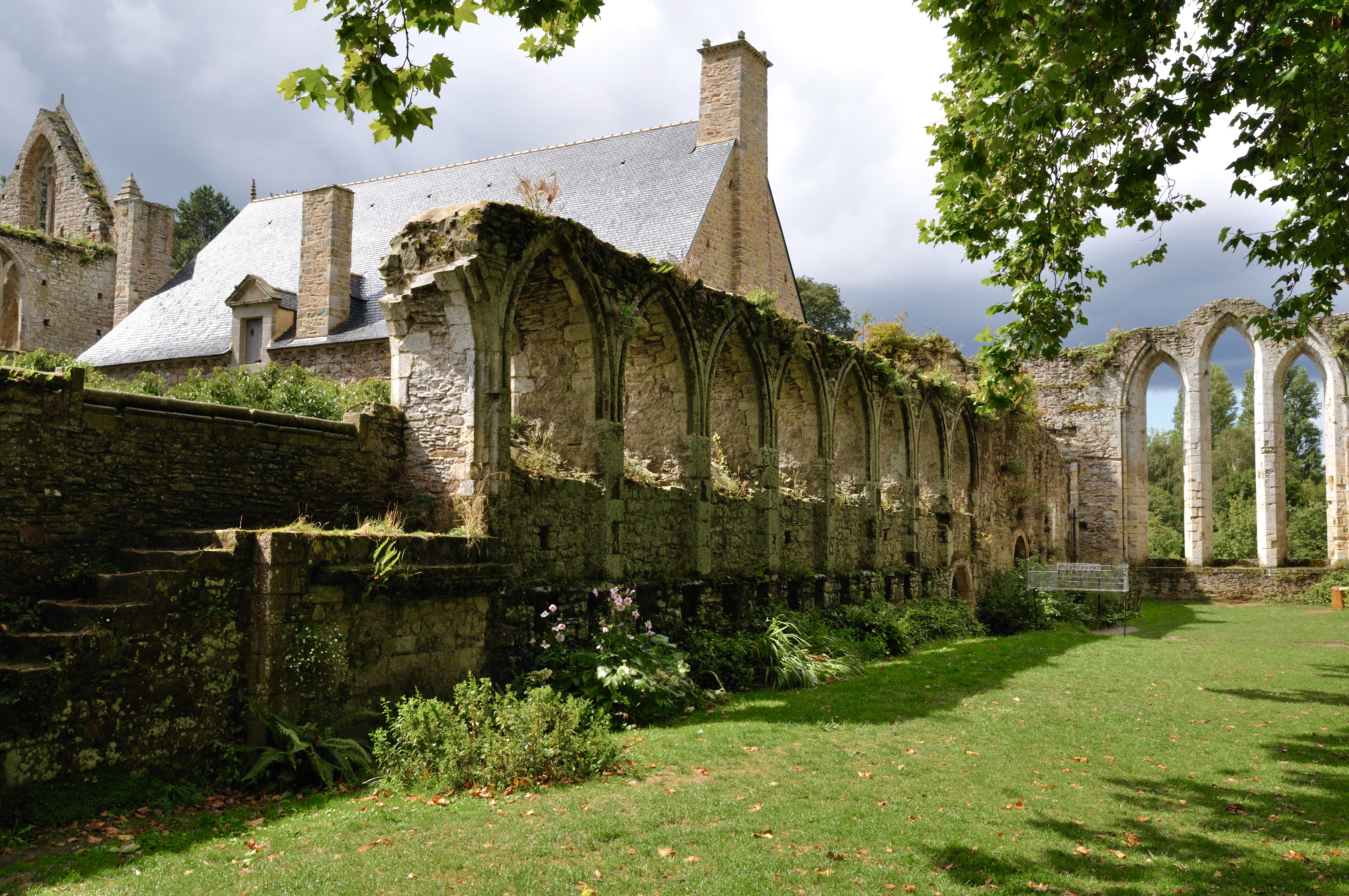
Façade sud du réfectoire jadis recouvert par un berceau de bois. On peut observer les niches sous les arcades, et la chaire du lecteur.

Pour Arcisse de Caumont qui prend Beauport comme exemple d'abbaye dans son Abécédaire d'archéologie le réfectoire est une belle pièce de 34,50 m en pierre de Caen, de longueur et 7,50 m de largeur où l'on jouit d'une vue magnifique avec, sur la façade nord, huit arcades en plein-cintre larges de 2 m à l'ébrasement donnant sur le jardin et au loin, offrant un exemple de mise en scène paysagère. Leur archivolte est ornée de moulures qui retombent dans l'intervalle qui les séparent sur une élégante colonne au chapiteau orné de branches de chêne et de feuillages les plus délicats, tous caractéristiques du XIIIe siècle. Sur la façade sud, douze baies dont trois manquantes sont situées en partie haute du mur. Elles sont couvertes par une voussure en ogive, leur archivolte est ornée de moulures qui viennent mourir sur les pieds-droits en granit. Sous chaque fenêtre cintrée sont percées des niches qui recevaient sans doute le couvert des chanoines. Dans l'angle sud-est, un escalier en pierre conduisait à une chaire, tribune où se plaçait durant le repas le lecteur (moine désigné à tour de rôle dans le semainier) qui psalmodiait recto tono des textes pieux et édifiants. Dans le pignon ouest s'ouvrent trois hautes baies qui favorisent l'éclairage de la partie occidentale de la salle,.
De la construction du XIIIe siècle construite par l'abbé Hervé en 1249, il reste les fenêtres sud et au XVIe sont ouvertes les grandes baies du réfectoire.

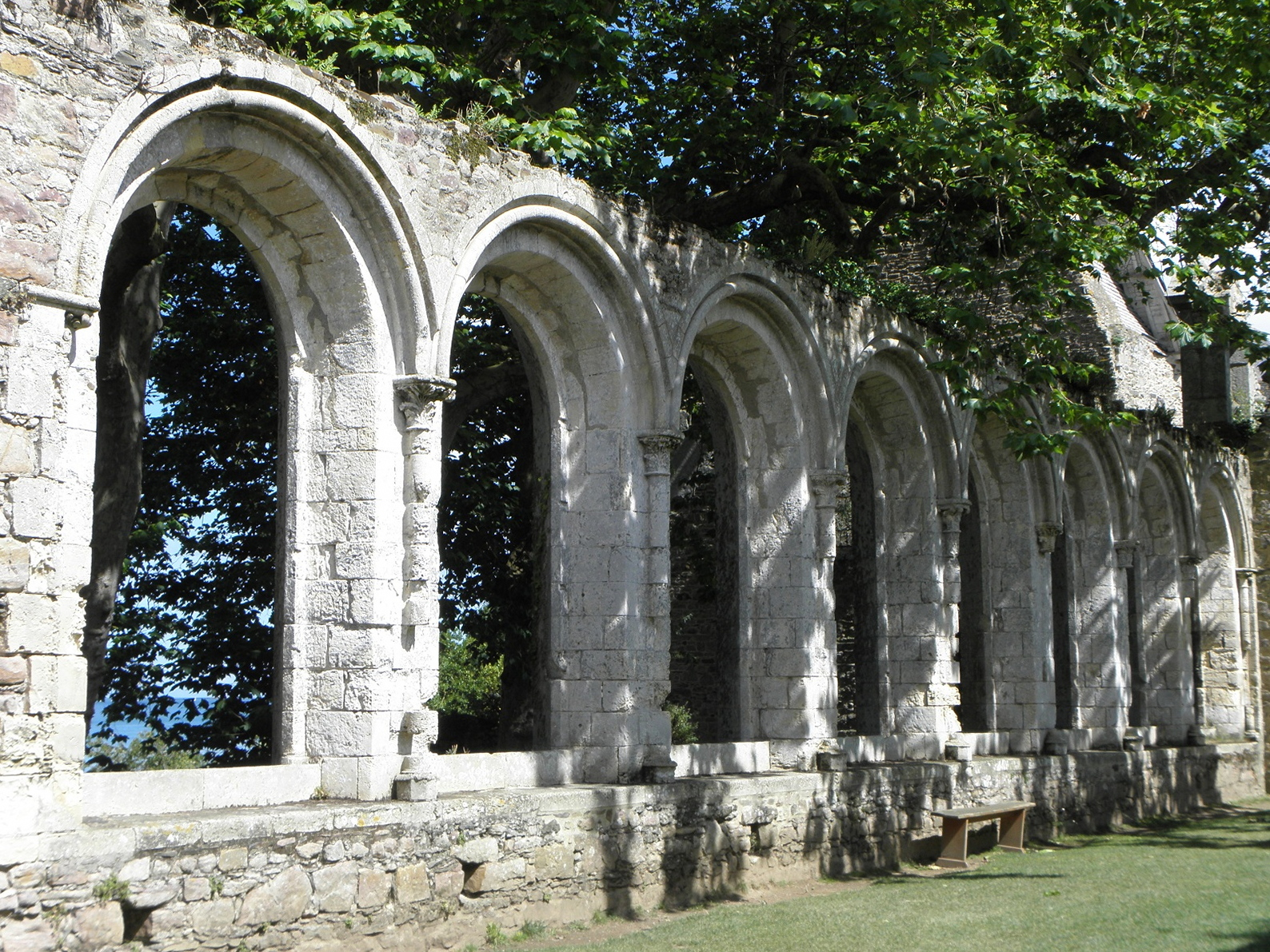
Vue intérieure du réfectoire.
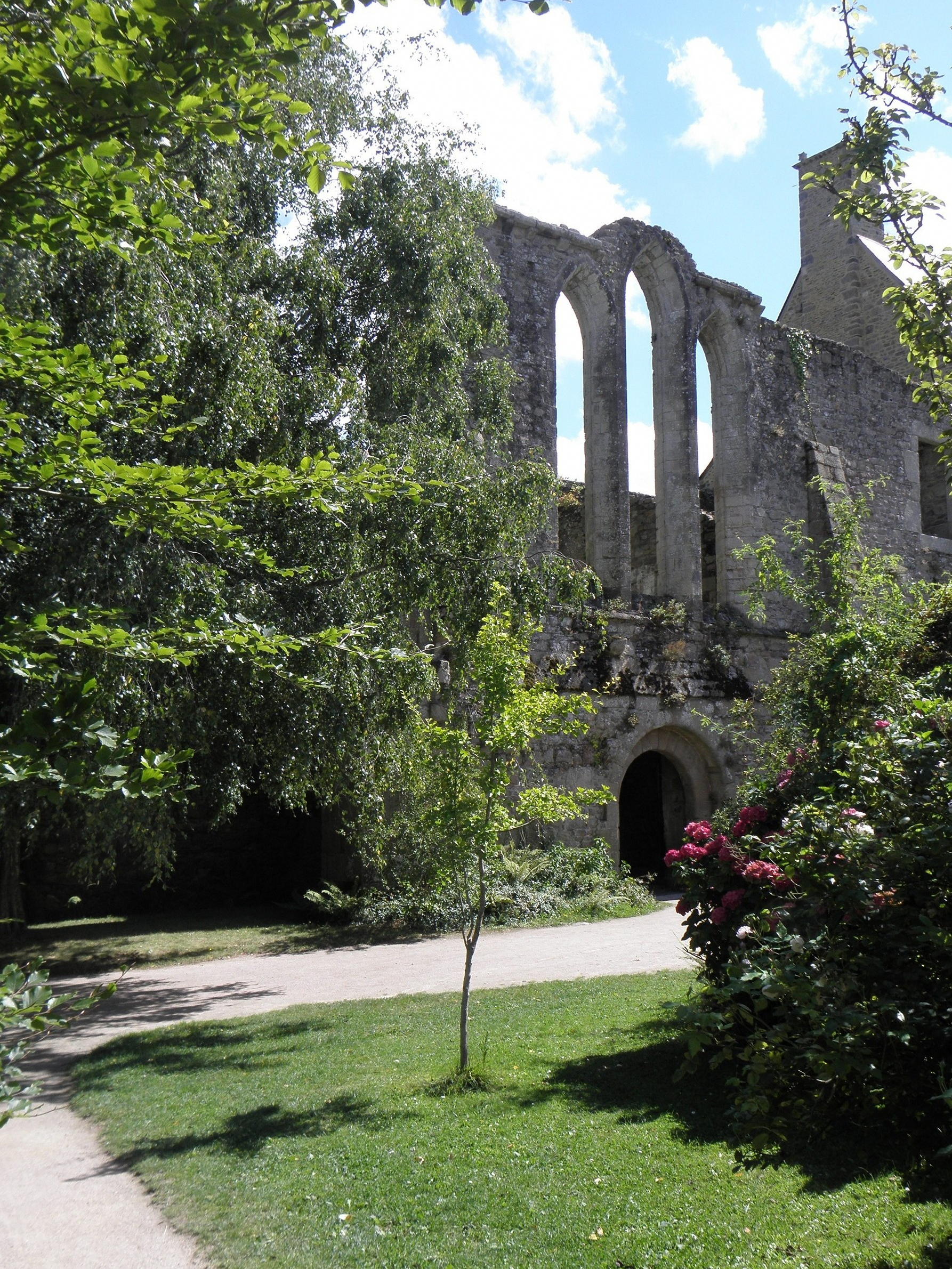
Vue extérieure du réfectoire.

#### La cuisine
Au nord du réfectoire et au-dessus du petit cellier, les murs partiellement conservés de la cuisine du monastère forme une pièce de 10 m de longueur et 7,80 m de largeur. Des vestiges d'un four que l'on connait mieux par un dessin du début du XXe siècle, une cheminée avec son manteau et l'ouverture d'un four en ogive sont encore visibles.

#### Les celliers

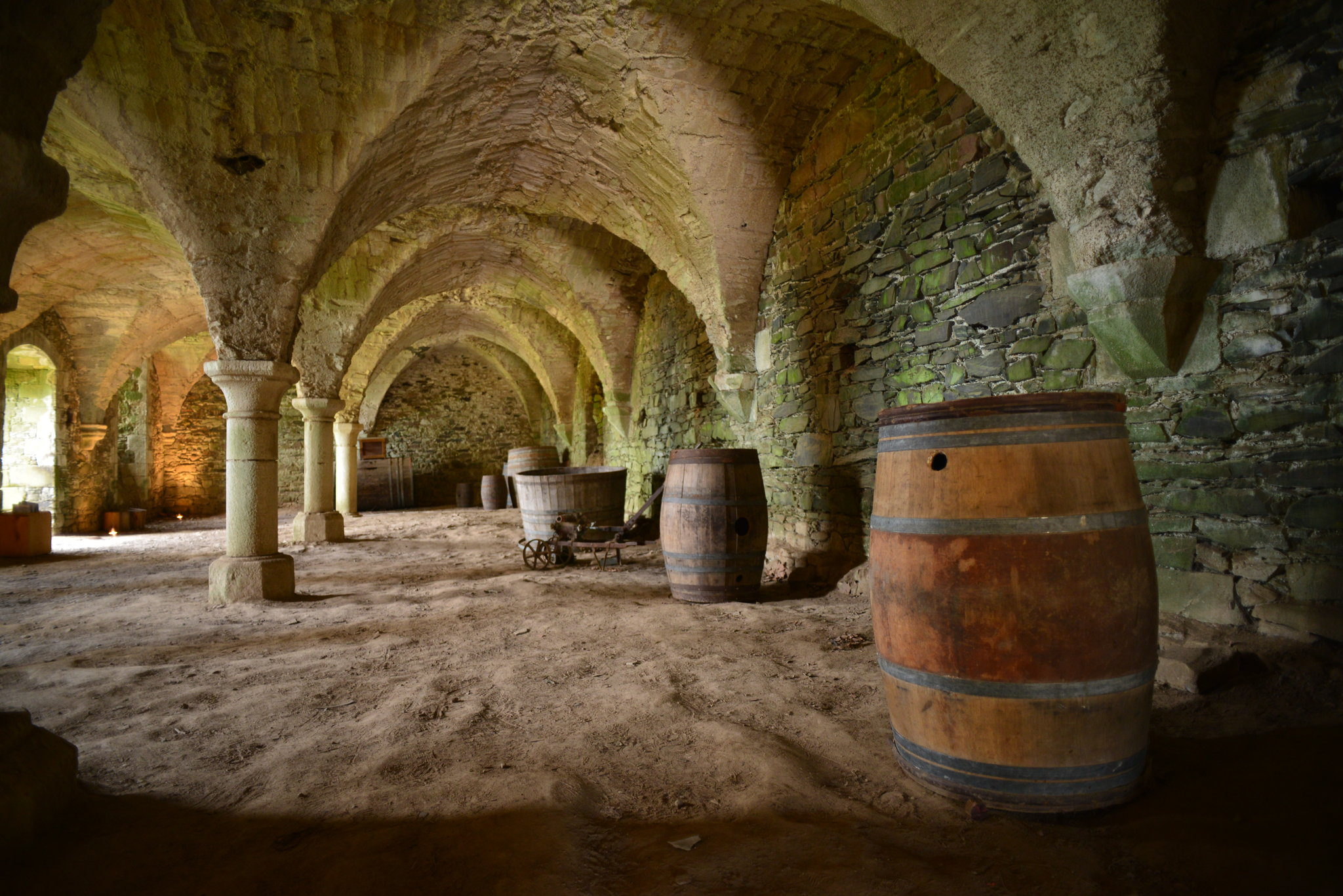
Le grand cellier.

Au-dessous du réfectoire, le grand cellier de 34,20 m de longueur et 7,20 m de largeur est divisé à l'est par un mur de moellons pour former une remise. Les murs d'une épaisseur d'1,20 à 1,35 m sont en schiste pour la partie basse et en grès pour la partie haute. Contrebutés au nord par six contreforts, ils sont percés par six fenêtres dont cinq au nord, sept portes et un escalier desservant les bâtiments est et ouest, le cloître et le passage vers l'extérieur du monastère.
Les neuf travées régulières de 3,60 m de largeur sont couvertes de voûtes d'arêtes en ogive, divisées par un rang de huit colonnes cylindriques courtes et grosses à bases orthogonales qui reçoivent en partie les retombées de la voûte tandis que du côté des murs elles sont portées par des espèces de chapiteaux sans colonnes, ou plutôt des consoles ornées de larges feuilles enroulées sous les angles de l'abaque. Le grand cellier peut être daté du XIIIe siècle.
Au nord du grand cellier et en retour d'équerre, le petit cellier de 10 m de longueur et 7,60 m de largeur est formé de trois travées régulières de 3,80 m de largeur, perpendiculaires à celles du grand cellier. Les murs de schiste et de grès sont contrebutés au nord par deux contreforts. La couverture en voûtes d'arêtes repose sur deux colonnes cylindriques à bases orthogonales et sur les murs par des culots de deux styles, en forme et cône ou décorés de volutes.

#### La Salle-au-Duc

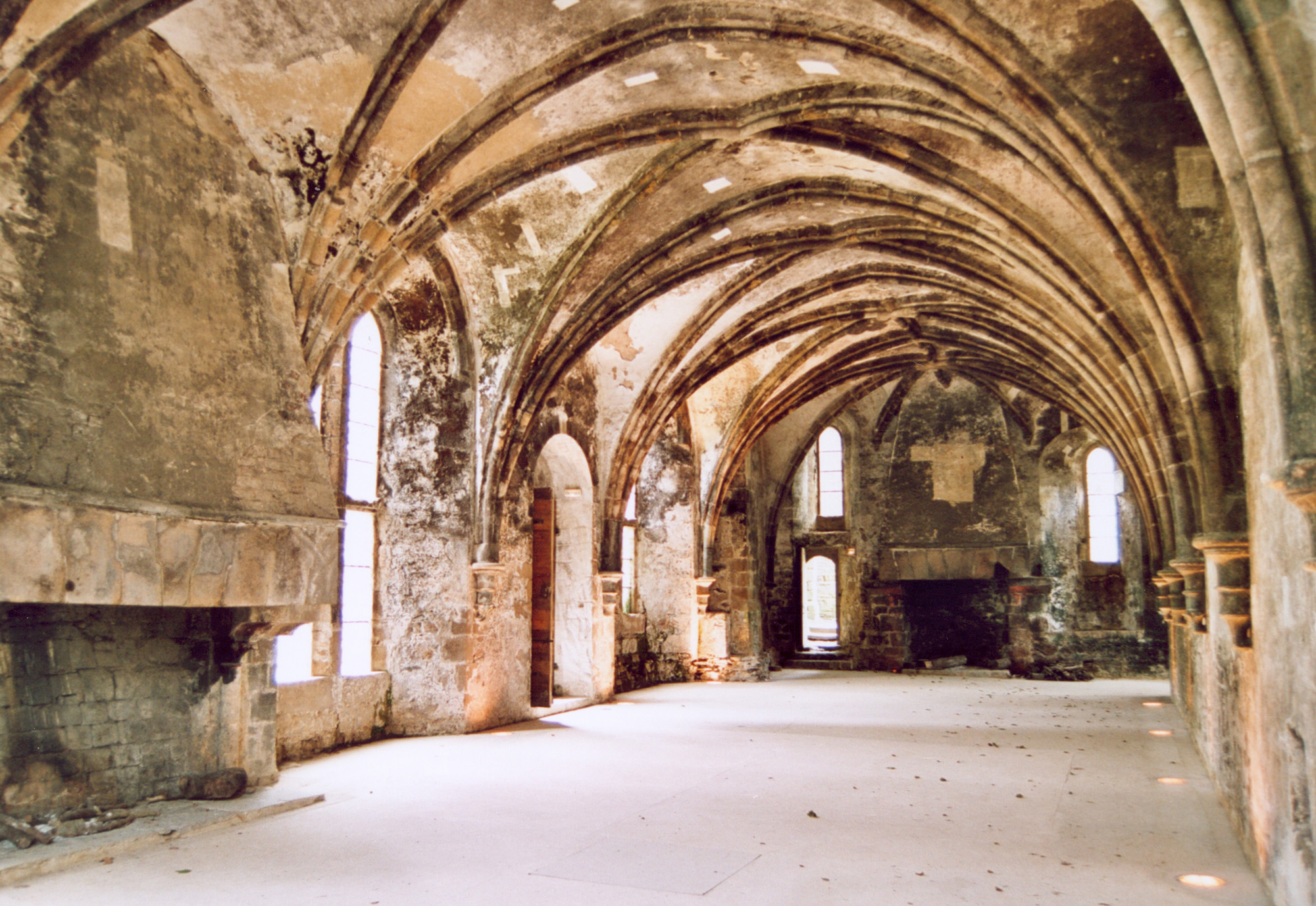
Salle-au-Duc.

Pour Arcisse de Caumont, la Salle-au-Duc, au nord du réfectoire, dans une direction parallèle mais à un niveau inférieur est comme certaines pièces dans d'autres abbayes qui ne font pas partie de l'entourage immédiat du cloître, quoiqu'elles se distinguent par leur magnificence une vaste salle dont la voûte en ogive appuie ses arcs doubleaux sur des consoles placées le long des murs avec deux grandes cheminées. C'est avec le réfectoire et la salle capitulaire l'édifice le plus important de Beauport.

##### Un bâtiment artisanal puis résidentiel
Cette salle trapézoïdale de 26 m de longueur et 8 m de largeur intérieure, divisée en six travées est postérieure à l'aile nord du monastère et attribuée à la fin du XIIIe siècle. Elle est éclairée au sud par des baies jumelées en lancettes et au nord par de hautes et étroites baies en plein cintre. Un canal est intégré au bâtiment et longe la façade nord. À l'ouest une galerie ruinée peut être datée du XVe siècle. La découverte de quatre fours de bronziers et d'une forge indiquent une utilisation artisanale jusqu'au XVe siècle. Dans la seconde partie du XVIe, on construit dans la galerie ouest des accès aux étages et des latrines. La partie haute de la salle au Duc percée de fenêtres rectangulaires et de lucarnes décorées est du XVIIe siècle. Une petite salle voutée de 2,48 m de longueur et 1,35 m de largeur se trouve à 1,55 m au-dessous du niveau du sol de la pièce,.
Dans l'angle nord-est de la salle, sur 20 m2 et devant la cheminée, des empreintes en négatif de carrelage laisse penser que la pièce a été carrelée au XVe siècle. Des motifs de fleurs, feuillages, poissons et géométriques sont proches de ceux employés dans les abbayes normandes comme celle de La Lucerne. Ces carreaux assemblés par quatre, huit ou seize forment de grands décors circulaires multipliés à l'infini.
La construction de cette salle au Duc sur et autour d'un canal monumental montre qu'elle est conçu en fonction d'un besoin en eau et rend difficile d'imaginer à l'origine une fonction d'accueil. Mais l'ajout de trois niveaux aux XVIe, XVIIe et XVIIIe siècles, de lucarnes décorées, de peintures murales, d'une galerie d'escaliers et de latrines montre l'abandon de l'activité artisanale pour un usage résidentiel qui peut correspondre à la mise en commende de l'abbaye. La volonté de prestige des nouveaux abbés commendataires ayant pu entraîner des travaux d'embellissement et d'agrandissement du monastère.

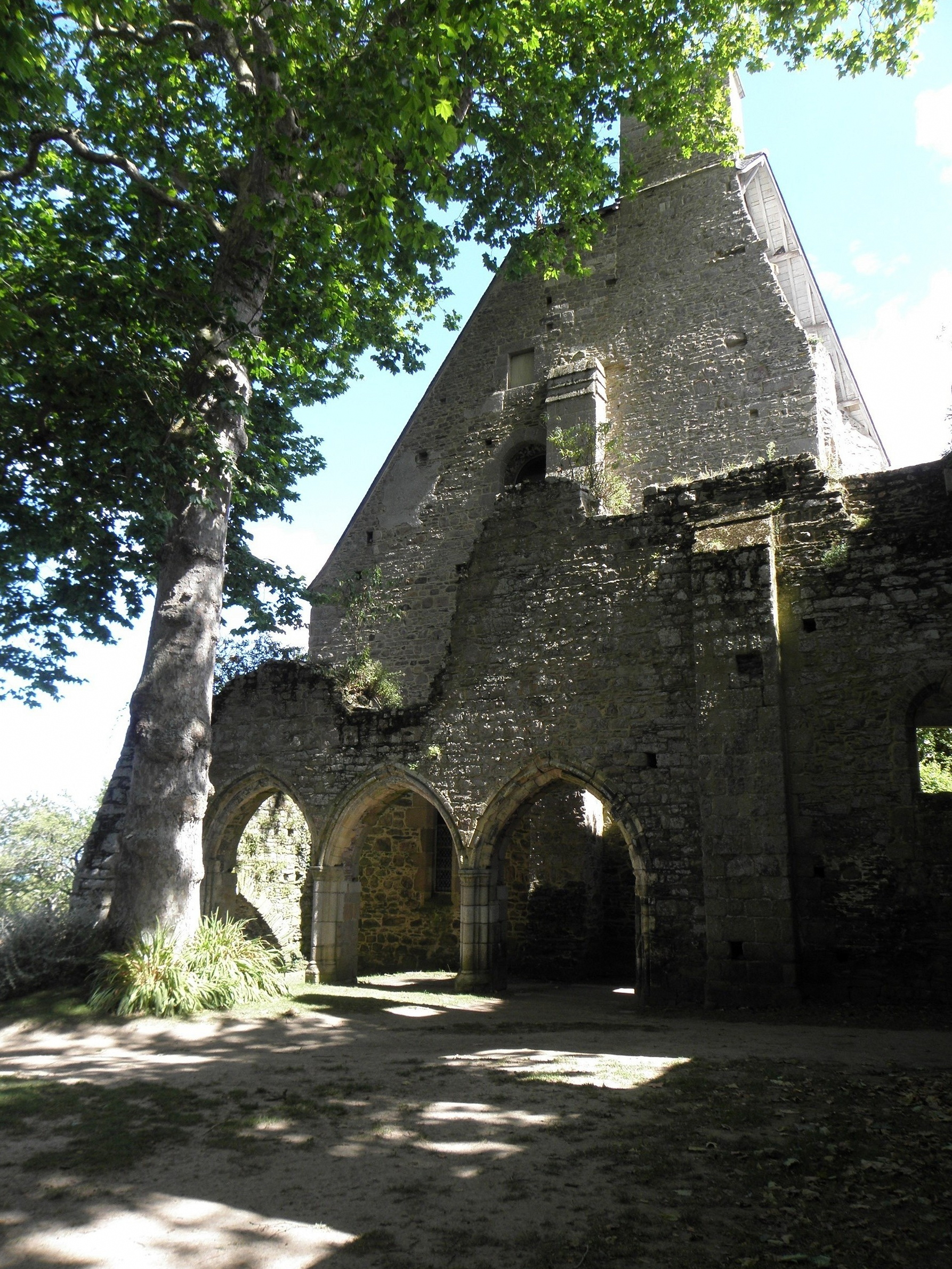
Galerie ouest.
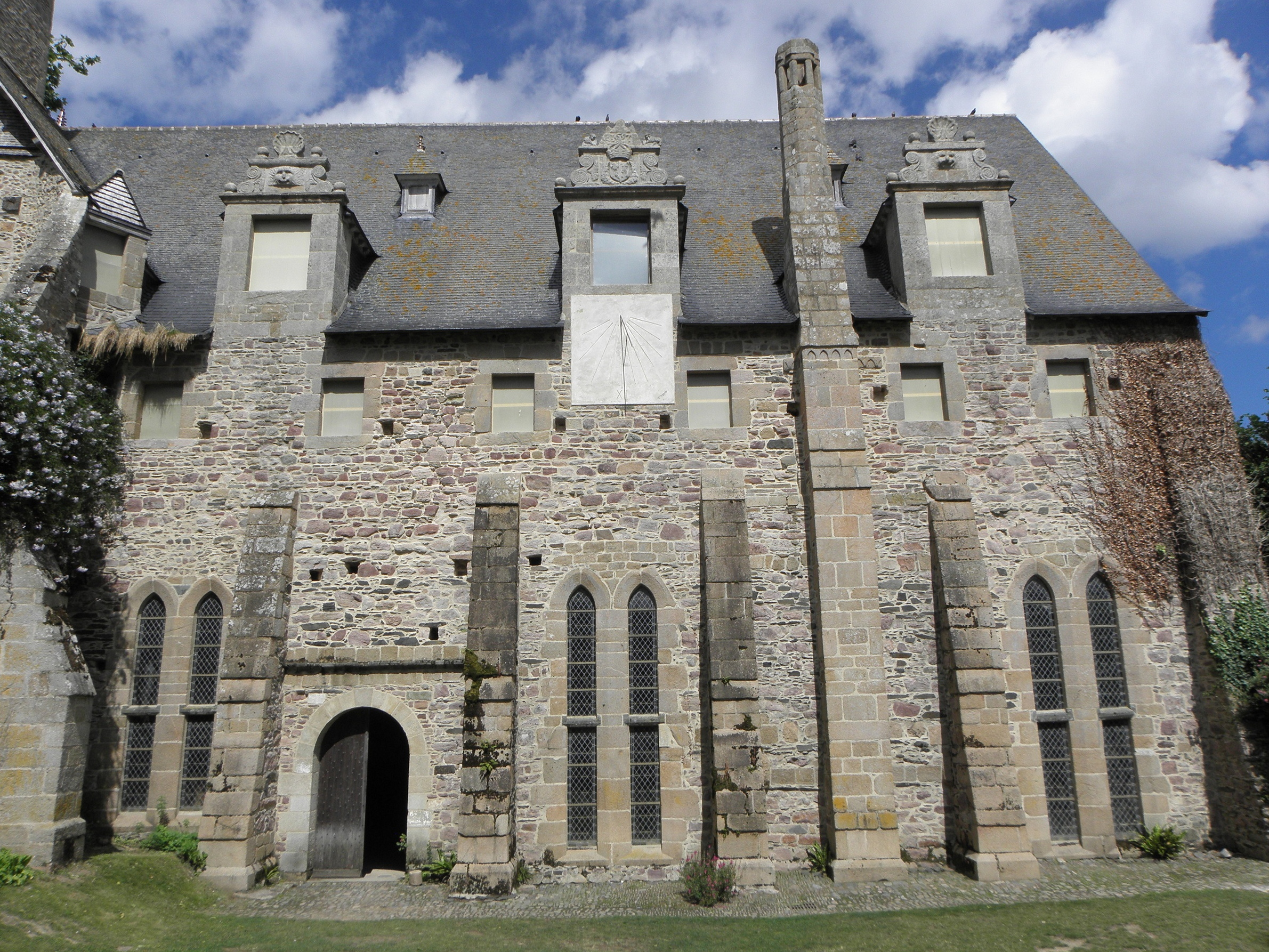
Façade sud.
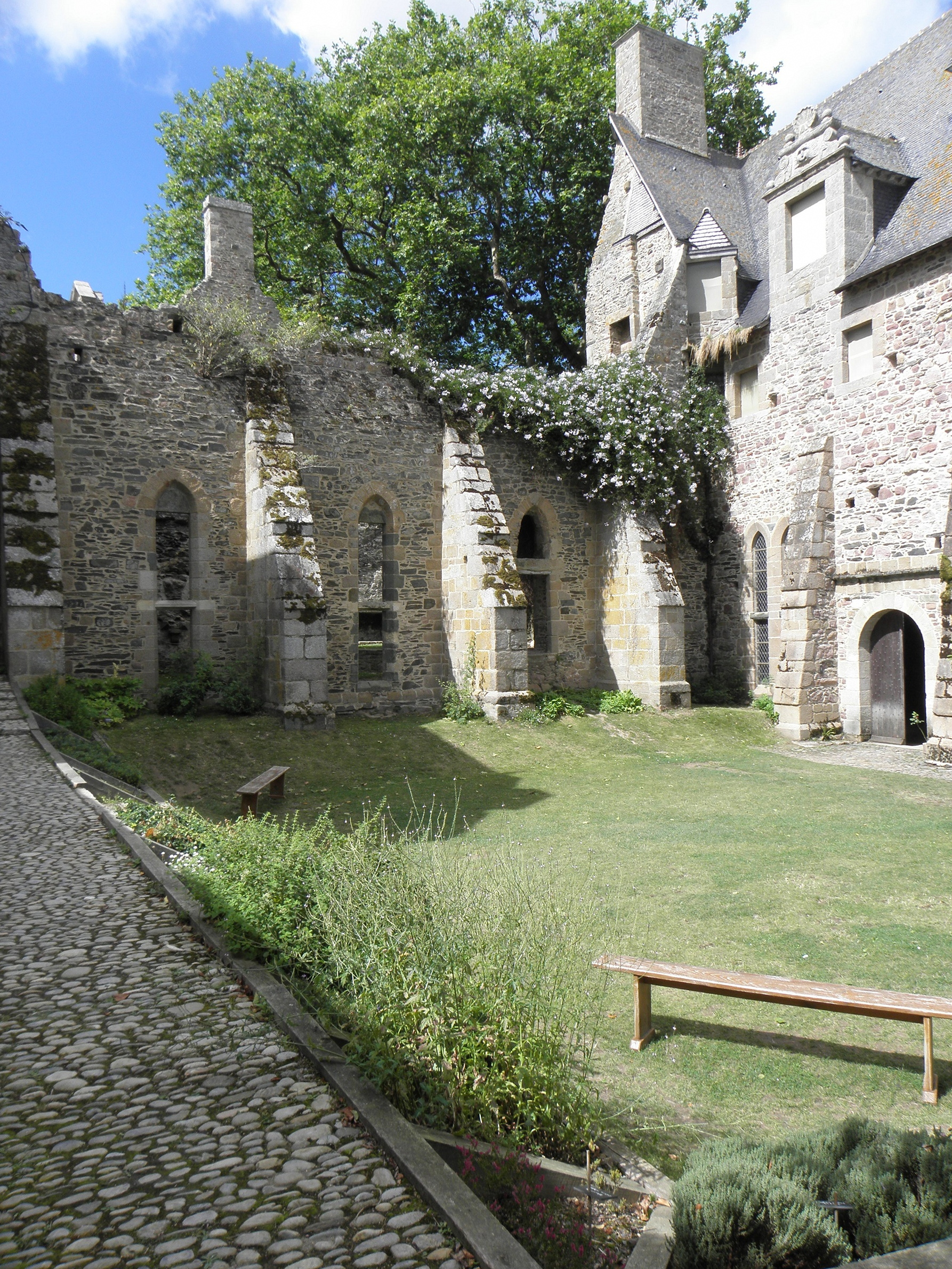
Angle avec le chauffoir et ses baies à traverse.

## Site protégé

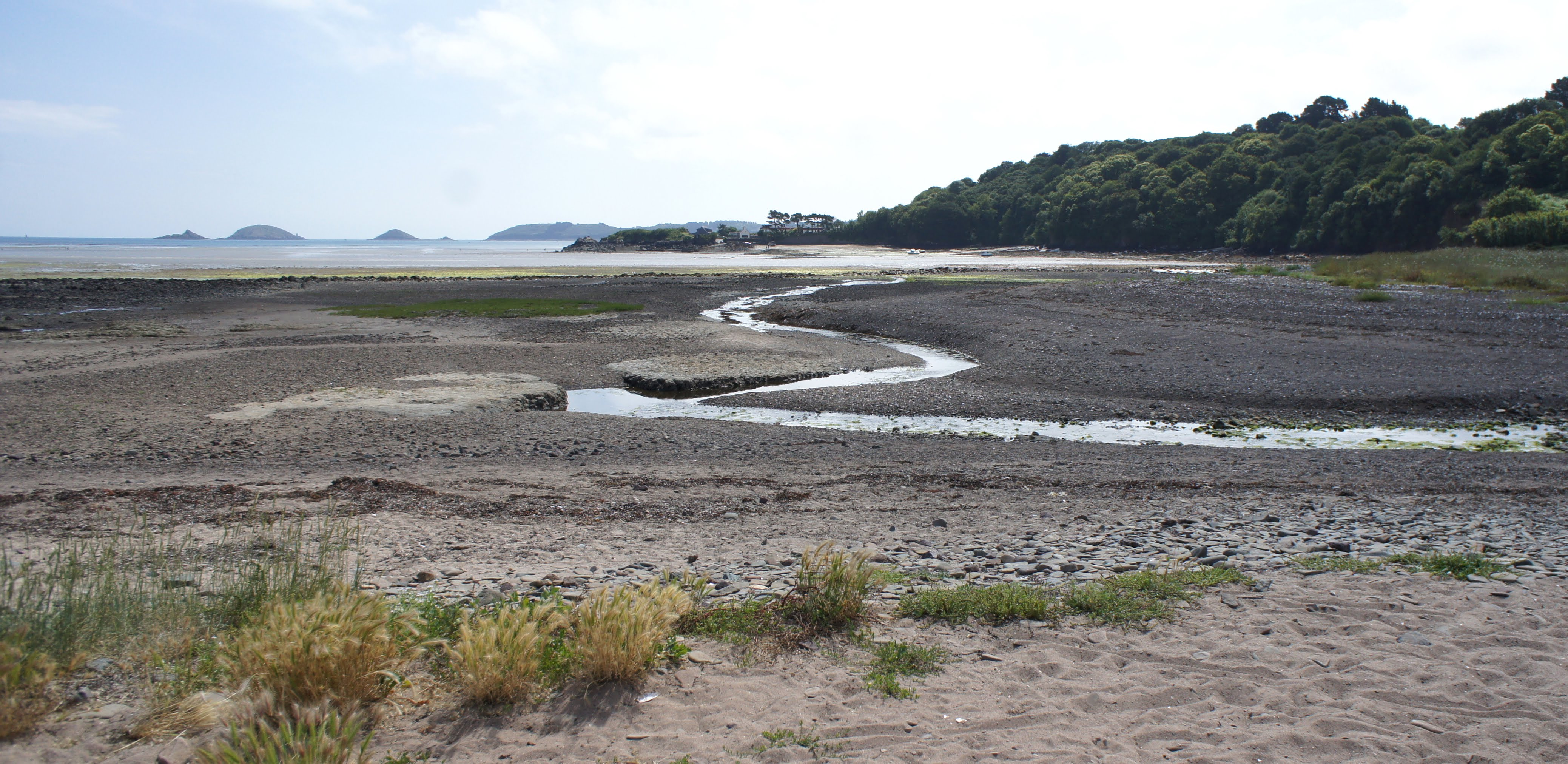
Anse de Beauport à marée basse.

Le Conservatoire du littoral protège 61,55 hectares du site de Beauport Kerarzic par achat depuis 1995. Il offre un magnifique ensemble abbatial et naturaliste, avec des écosystèmes, un marais et un estran de tout premier intérêt. Cette zone alluviale ceinte de falaises boisées entre la baie de Saint-Brieuc et le Sillon de Talbert a été constamment remaniée sous l'action conjuguée de l'eau et des chanoines depuis huit siècles. Ils ont créé une mosaïque de milieux et de paysages originaux.
Dans cet amphithéâtre marin, la baie découvre sur deux kilomètres aux plus bases marées. Selon l'heure, la mer dessine une côte complexe, une étendue sablo-vaseuse, bordées de cordons de galets, de rochers et de prés-salés.
Sur les galets des grèves et les murs de l'abbaye, on trouve du grès rose, de la spilite, des schistes gris et des granites rosés. Ces roches induisent un polylithisme coloré dans l'abbaye de Beauport. La diversité géologique de la côte du Goëlo a en effet été mise à profit par les constructeurs de Beauport qui ont utilisé cinq roches issues de gisements locaux ou de proximité (spilites de Paimpol, schistes briovériens de l'îlot de Cruckin, grès roses de Plourivo, granit du batholite du Trégor et « tuffeau vert », en fait une hornblendite). Les deux autres (lumachelle provenant probablement d'Angleterre et calcaire de Caen) sont des matériaux importés.
Entre jardins et plages, roselières et lagunes, le site héberge des plantes rupestres, messicoles, fructifères, halophile (aimant le sel), aquatiques. Le cordon littoral offre la flore la plus originale. Le verger abrite 500 pommiers sur trois hectares pour une soixantaine d'espèces différentes, dont 80 % de variétés de pommes spécifiques à Beauport. Les pommiers produisent 2 500 l de cidre brut par an, mis en bouteille à la cidrerie du lycée agricole de Kernilien. Les niches, fissures et trous dans les murs accueillent des cavernicoles, les jardins, des fauvettes et des petits granivores, dans la roselière niche le râle d'eau, la roussette effarvote, la bouscarle, les passereaux, sur le littoral, les limicoles, sur la plage et sur l'estran, en hiver, les bernuches.
L'anse de Beauport est le principal site d'hivernage en Bretagne de la mouette mélanocéphale (tête noire).

## Archives
Les archives départementales des Côtes-d'Armor possèdent un fonds d'archives sur l'abbaye de Beauport dans la série H, clergé régulier de H 36 à H 87. Les cotes H 36 et 37 sont deux livres de grand format appelés Livre-Déal rédigés en 1746 et justifiant par les titres les ressources de l'abbaye tant de ces fiefs nobles et autres fiefs que les dîmes, redevances et rentes de toutes les paroisses.
H 38 : Abbaye de Saint-Rion • H 39 : Déclarations de revenus de l'abbaye • Aveux de l'abbaye au roi, réfection des édifices • H 43 : pêcheries, droits de pêche et chasse • H 44 : pêcherie de Beauport avec plan • H 45 : Réparation des édifices • H 48 : Plouézec • H 49 : Plouézec, moulins • H 60 : Kérity • H 67: Yvias • H 68: Yvias, moulin Froter (1263-1737) • H 69: Bréhat • H 72: Plélo • H 77: Chatelaudrun • H 78: Plouagat • H 81 • Cohiniac • H 82: Réparations de 1607 à 1709 • H 87 : Biens et revenus de l'abbaye en 1722.
Dans la série Q : Domaines, 1Q 155 : liquidation de l'abbaye (François Attal, Beauport;  Une abbaye de prémontrés en Goëlo, pages : 79, 179-182).

## Visite
L'abbaye de Beauport et l'ensemble du site reçoivent plus de 50 000 visiteurs par an pour des visites individuelles, en groupes ou scolaires. Des animations, des ateliers et des visites thématiques, pédagogiques, nocturnes sont organisées autour de l'histoire de l'abbaye et de la nature qui l'environne.

## Association
L'Association des amis de Beauport éditent un périodique : les Cahiers de Beauport et des ouvrages sur l'abbaye.
- Les cahiers de Beauport no 14, 2009[45].